# Parque natural de la Sierra Norte de Guadalajara
El parque natural de la Sierra Norte de Guadalajara es un parque natural que se extiende por la serranía del norte de la provincia de Guadalajara (España). Engloba a las sierras de Ayllón y de Pela, entre otras menores, así como los preexistentes parque natural del Hayedo de Tejera Negra, reserva natural del Macizo del Pico del Lobo-Cebollera, la reserva fluvial del Río Pelagallinas y la reserva de caza de Sonsaz, entre otros espacios naturales de la zona.
El relieve de la Sierra Norte de Guadalajara es muy accidentado, conformando un conjunto montañoso que incluye diversas sierras y macizos, como la sierra de Ayllón, la sierra de Alto Rey, la sierra de Pela y la sierra Gorda, y que constituyen una especie de enlace entre el Sistema Central y el Sistema Ibérico. En este relieve están presentes las mayores altitudes de la provincia de Guadalajara, entre las que destacan las del pico del Lobo (2273 m s. n. m.), el Cerrón (2199 m s. n. m.) y la peña Cebollera Vieja o Tres Provincias (2129 m s. n. m.). Estos sistemas montañosos son surcados por las cuencas hidrográficas de los ríos Jaramilla, Jarama, Lozoya, Sorbe y Bornova, con sus múltiples afluentes de aguas de excelente calidad biológica, como el Ermito, el Berbellido, el Sonsaz, el Pelagallinas y el San Cristóbal, todos ellos pertenecientes a la cuenca del Tajo. En la zona hay tres embalses importantes: El Vado, Beleña y Alcorlo, sobre los ríos Jarama, Sorbe y Bornova, respectivamente.
Esta zona destaca por su gran diversidad litológica completada con enclaves de gran interés mineralógico y petrológico en zonas de Hiendelaencina y El Cardoso de la Sierra, principalmente, así como con la gran abundancia y diversidad de elementos geomorfológicos de gran valor.
La gran variedad climática que se encuentra en el parque natural de la Sierra Norte de Guadalajara conlleva la presencia en el paisaje de una elevada diversidad de bosques, como hayedos, rebollares, quejigares, encinares y pinares de pino silvestre, formaciones de bosque de ribera asociadas a los cursos fluviales, matorrales, pastizales mantenidos por un aprovechamiento ganadero ordenado y formaciones de vegetación rupícola, asociada principalmente a los crestones cuarcíticos, de flora de turberas ácidas.
Dentro del parque natural de la Sierra Norte de Guadalajara se encuentra gran parte de la Reserva de Caza de Sonsaz. Su territorio abarca 57 185 ha, en los términos municipios de El Cardoso de la Sierra, Majaelrayo, Cantalojas, Galve de Sorbe, Valverde de los Arroyos, Tamajón, Campillo de Ranas, Tortuero y Valdepeñas de la Sierra, con el objetivo principal de controlar las poblaciones de corzo.

## Geografía física

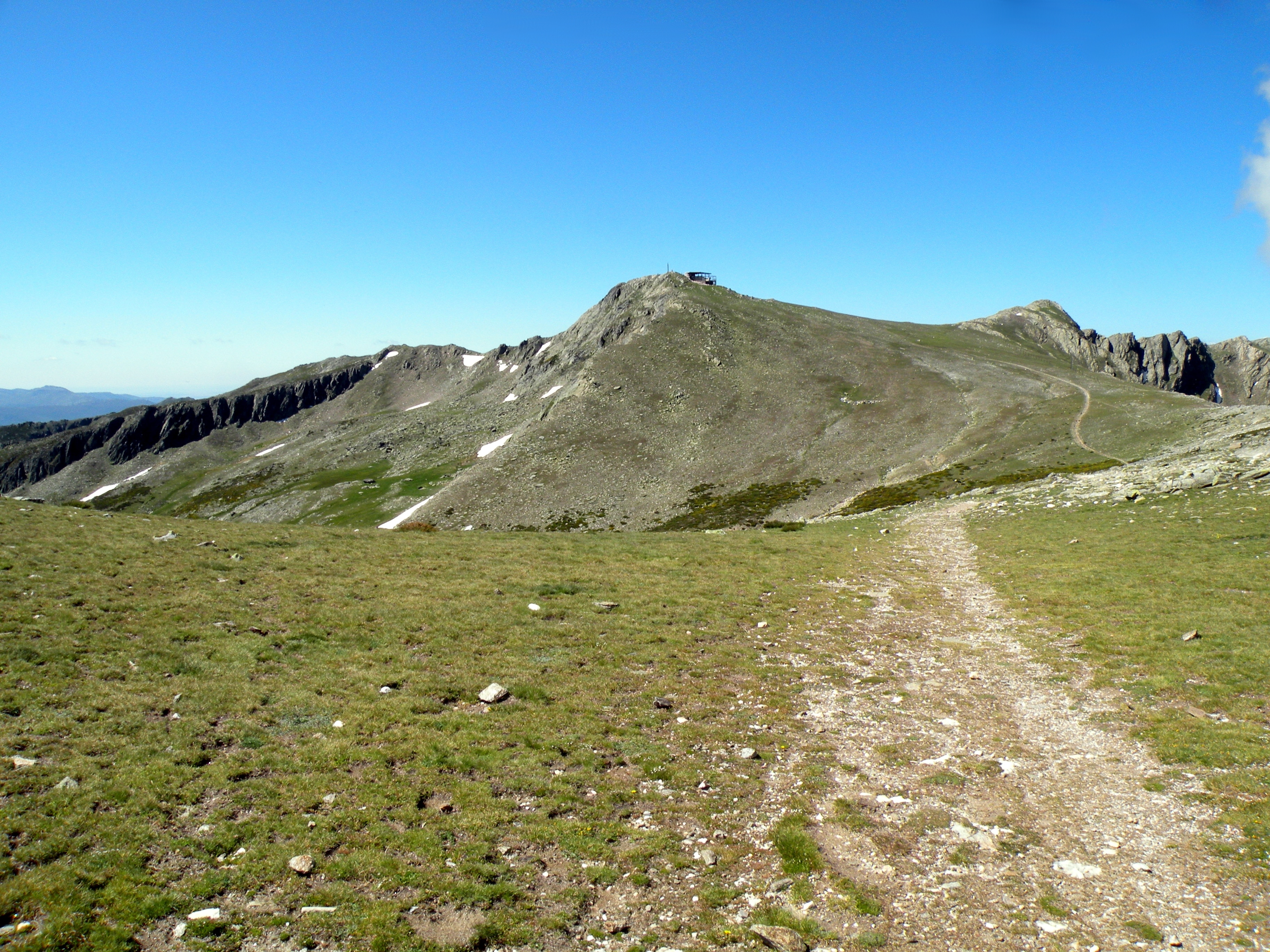
La cima del pico del Lobo es la mayor altitud del parque natural de la Sierra Norte de Guadalajara (2273).

### Geomorfología
La Sierra Norte de Guadalajara se estructura en tres grandes conjuntos montañosos que constituyen el extremo oriental del Sistema Central: la sierra de Ayllón (compartida con Madrid y Segovia), la sierra de Pela (compartida con Segovia) y la sierra de Alto Rey. Las mayores cumbres se encuentran en la sierra de Ayllón y superan muchas los dos mil metros de altitud. Destacan el pico del Lobo (2273 m s. n. m.), el Cerrón (2199 m s. n. m.), la peña Cebollera Vieja (2129 m s. n. m.), el pico Ocejón (2049 m s. n. m.), el pico de la Buitrera (2038 m s. n. m.), la peña de la Tiñosa (1971 m s. n. m.), la peña de la Silla (1937 m s. n. m.), el pico Santuy (1927 m s. n. m.) y el pico de la Tornera (1865 m s. n. m.). Por su parte, la sierra de Alto Rey está dominada por el Alto Rey (1848 m s. n. m.). La sierra de Pela tiene una morfología más rasa y está compuesta por cerros poco pronunciados y con altitudes generalmente por debajo de los 1500 m s. n. m. El punto más bajo del parque natural se localiza en el suroeste, en las proximidades de la presa del Pontón de la Oliva (725 m s. n. m.).
| Montaña               | Altitud (en m s. n. m.) | Sierra             | Ubicación                                     |
| --------------------- | ----------------------- | ------------------ | --------------------------------------------- |
| Pico del Lobo         | 2272                    | Sierra de Ayllón   | 41°11′3″N 3°27′54″O / 41.18417, -3.46500      |
| Cerrón                | 2197                    | Sierra de Ayllón   | 41°9′17″N 3°28′22″O / 41.15472, -3.47278      |
| Peña Cebollera        | 2129                    | Sierra de Ayllón   | 41°9′58″N 3°32′18″O / 41.16611, -3.53833      |
| Pico Ocejón           | 2049                    | Sierra de Ayllón   | 41°6′20″N 3°15′15″O / 41.10556, -3.25417      |
| Pico de la Buitrera   | 2038                    | Sierra de Ayllón   | 41°15′13″N 3°23′55″O / 41.25361, -3.39861     |
| Alto del Cervunalillo | 2018                    | Sierra de Ayllón   | 41°14′44″N 3°23′53″O / 41.24556, -3.39806     |
| Alto del Parrejón     | 2017                    | Sierra de Ayllón   | 41°14′20″N 3°24′12″O / 41.23889, -3.40333     |
| Peña de la Tiñosa     | 1971                    | Sierra de Ayllón   | 41°13′1″N 3°23′39″O / 41.21694, -3.39417      |
| Peña de la Silla      | 1937                    | Sierra de Ayllón   | 41°12′53″N 3°24′2″O / 41.21472, -3.40056      |
| Pico Santuy           | 1927                    | Sierra de Ayllón   | 41°7′24″N 3°28′2″O / 41.12333, -3.46722       |
| Pico de la Tornera    | 1865                    | Sierra de Ayllón   | 41°1′11″N 3°24′43″O / 41.01972, -3.41194      |
| Alto Rey              | 1858                    | Sierra de Alto Rey | 41°10′6″N 3°3′8.9″O / 41.16833, -3.052472     |
| Pico de la Centenera  | 1809                    | Sierra de Ayllón   | 41°0′1″N 3°23′44″O / 41.00028, -3.39556       |
| Mojón Cimero          | 1589                    | Sierra de Alto Rey | 41°7′57″N 3°9′7″O / 41.13250, -3.15194        |
| Peña del Osar         | 1561                    | Sierra de Alto Rey | 41°11′53″N 3°13′1.25″O / 41.19806, -3.2170139 |

Son en su mayoría macizos silíceos, donde dominan las cuarcitas, gneis y pizarras que conectan en el límite sur del espacio natural con relieves de calizas y dolomías. Existe una gran abundancia y diversidad de elementos geomorfológicos de gran valor, como crestones cuarcíticos, escarpes, cuchillares, pedrizas, circos glaciares con presencia de restos de antiguas morrenas glaciares y diversas formas periglaciares, cluses fluviales, valles encajados y cascadas naturales. También aparecen sobre los materiales detríticos de las rañas ejemplos de relieves en cárcavas.

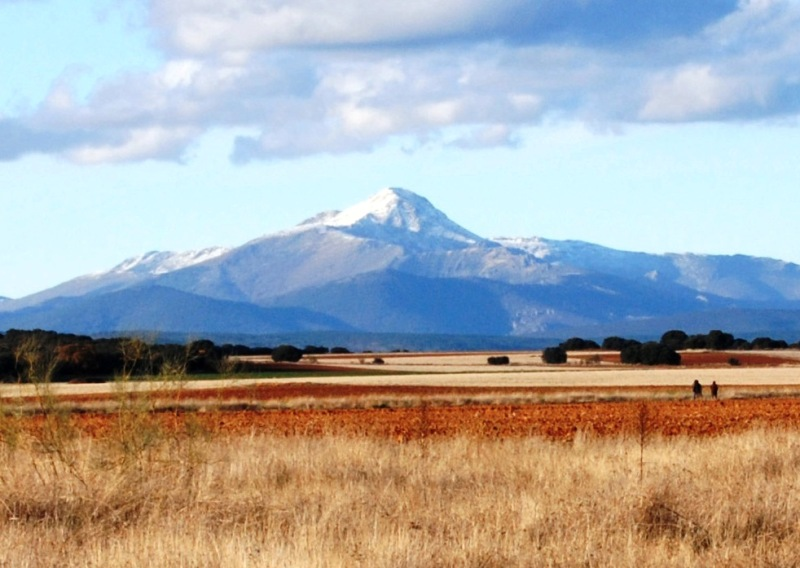
El pico Ocejón tiene una forma muy quebrada a causa de la acción fluvial sobre materiales precámbricos.

La zona presenta un modelado resultado de la acción fluvial y de evolución de vertientes. Abundan los cursos fluviales de trazado sinuoso que atraviesan estructuras tectónicas dando lugar a cañones fluviales. La presencia de elevados picos que superan los dos mil condiciona la existencia de un modelado glaciar heredado, que constituye las muestras de glaciarismo más orientales del Sistema Central. Junto a ellos se localizan algunos procesos periglaciares también heredados que presentan en la actualidad una actividad muy atenuada.
Se pueden apreciar dos grandes unidades morfoestructurales. En primer lugar, las sierras de Ayllón y de Alto Rey presentan un macizo muy quebrado, formado por series precámbricas, cámbricas y ordovícicas con metamorfismo de bajo grado, con una red fluvial encajada y fuertemente influencia por la fracturación, en el que las cuarcitas del Alto Rey constituyen un nivel muy resistente que da lugar a importantes resaltes. En segundo lugar, se observa una unidad constituida por materiales detríticos de edad terciaria coronados a menudo por depósitos de raña, generalmente en la sierra de Pela. Su morfología relativamente aplanada contrasta con la accidentada orografía de la unidad anterior. Estos sedimentos terciarios presentan formas amesetadas y frecuentes acarcavamientos.
Además de estas unidades morfoestructurales, están presentes diferentes dominios geomorfológicos y una variada gama de formas de modelado. Esto viene determinado por una serie de condicionantes, entre los que se encuentran:
- La notable diversidad litológica de la zona, con presencia desde rocas altamente resistentes a la erosión hasta formaciones superficiales no consolidadas. El resultado es la presencia de muy diversos tipos de modelado, como por ejemplo, desarrollo de cárcavas en los sedimentos detríticos terciarios, resaltes propiciados por la presencia de cuarcitas y gneises, valles fluviales encajados en las pizarras y esquistos o morfologías kársticas en los materiales carbonatados mesozoicos.
- Las cotas relativamente altas de los sectores más elevados de las sierras condicionan la presencia de acumulaciones de hielo durante el Pleistoceno, con desarrollo de morfologías glaciares fundamentalmente erosivas. Los fenómenos periglaciares también estuvieron presentes y lo están aún hoy, junto con la acción nival en los sectores más altos de la zona.
- El control estructural en el modelado siendo muy apreciable en la instalación y encajamiento de la red de drenaje y en el desarrollo de la karstificación, teniendo como principales direcciones la N-S y NO-SE, estando presentes también otras direcciones secundarias E-O, NE-SO.

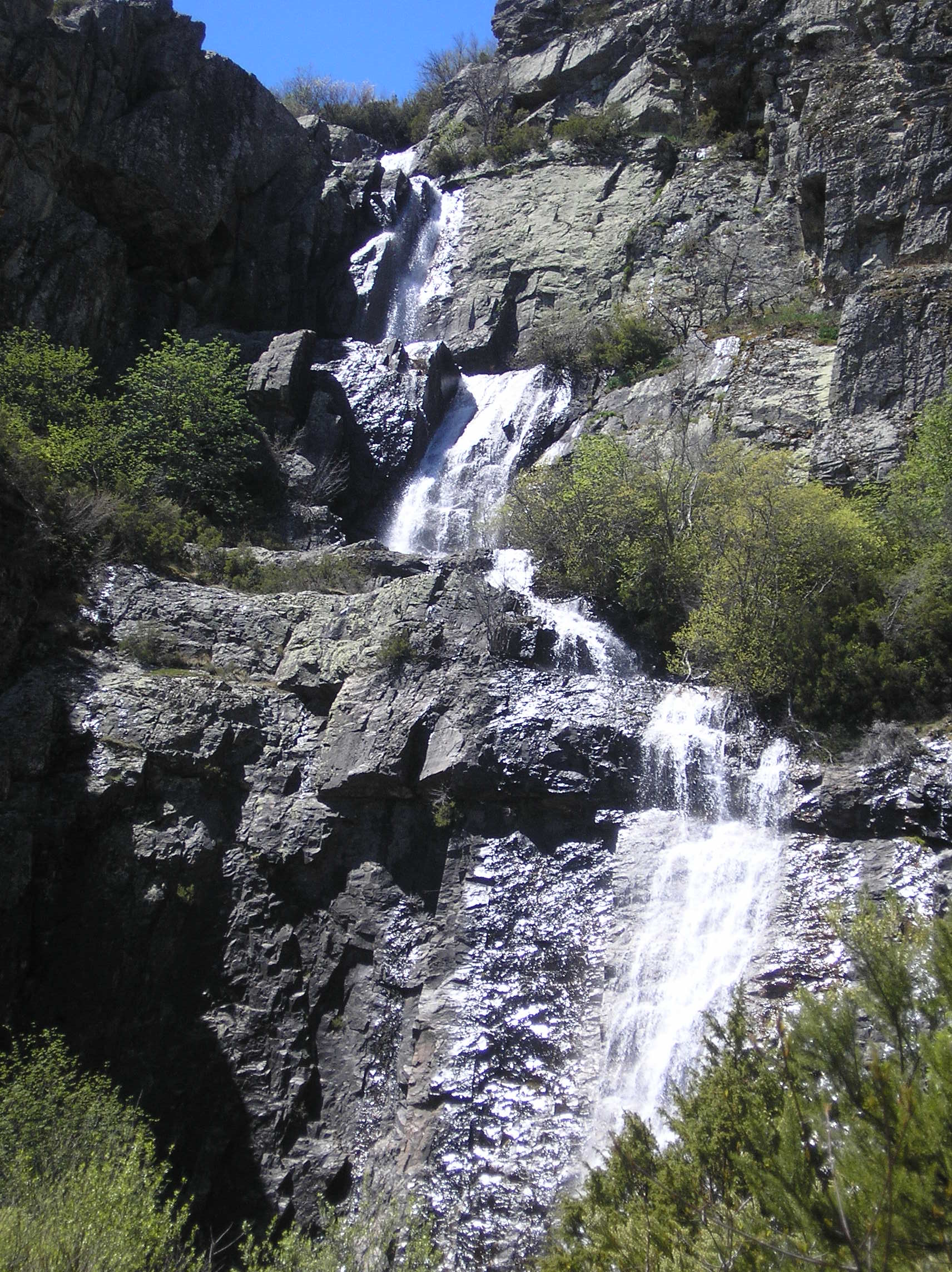
Las cascadas, como las chorreras de Despeñalagua, son formaciones fluviales ciertamente abundantes en el parque natural, sobre todo en la sierra de Ayllón.

De forma general, las formas fluviales son las más abundantes en la zona. La diversidad y número de morfologías individuales presentes es alta, siendo el sistema morfogenético dominante en la zona. Gran cantidad de cursos meandriniformes (destacando el río Jaramilla y el río Sorbe), cañones, cascadas (por ejemplo, las chorreras de Despeñalagua en Valverde de los Arroyos), barrancos, cárcavas (las más representativas localizadas en las proximidades del Pontón de la Oliva, en Puebla de Valles y en Zarzuela de Jadraque) y depósitos aluviales se encuentran en numerosos lugares de la sierra norte de Guadalajara. Dentro de los relieves litológicos y estructurales destacan los importantes resaltes o crestas originadas por las cuarcitas armoricanas o de Alto Rey, y que abundan especialmente en las sierras del Ocejón y en la de Alto Rey. También son dignas de mención las cuestas estructurales originadas por las formaciones mesozoicas en la franja comprendida entre el embalse del Pontón de la Oliva y Valdesotos.
Las formas y depósitos kársticos se desarrollan generalmente sobre los materiales calcáreos y por tanto su aparición se limita a áreas localizadas en la banda cretácica situada en el extremo suroeste de la sierra de Ayllón y en los sectores carbonáticos del sector septentrional. El mayor desarrollo de morfologías kársticas tiene lugar en los afloramientos carbonatados cercanos a Tamajón, donde se desarrolla un interesante karst con predominio de formas exokársticas y endokársticas.
Dentro de las formas y depósitos de vertientes, son destacables las aristas localizadas en el sector noroeste de la sierra de Ayllón, donde se sitúan los relieves más accidentados y con mayor pendiente, los conos de deyección ligados a las zonas con efectos debidos a la acción glaciar, como los desarrollados en los circos del pico del Lobo, los canchales del pico Cabeza de Cabida y los de las proximidades del pico del Lobo, sierra del Ocejón, Alto Rey.
Por último, las formas y depósitos glaciares y periglaciares se limitan exclusivamente al sector noroccidental de la zona de estudio, que se corresponde con la zona de mayor elevación, donde las acumulaciones de nieve y hielo en las etapas frías del Pleistoceno adquirieron dimensiones suficientes como para dar lugar a este tipo de modelado. Son especialmente destacables los circos glaciares localizados en el pico del Lobo y en la peña Cebollera Vieja.

### Geología
En sentido geológico, la sierra de Ayllón se sitúa en las estribaciones orientales del Sistema Central, en su contacto con el sector NE de la cuenca terciaria del Tajo. Esta situación, a caballo entre dos grandes unidades geológicas, es la razón de la notable diversidad de materiales geológicos que afloran en la zona, dando lugar a paisajes muy contrastados que dependen directamente de la unidad geológica en la que se sitúan. La mayoría de las rocas aflorantes en la zona pertenecen al dominio geológico del Sistema Central, donde predominan las rocas metamórficas de edad precámbrica y paleozoica. Las rocas de naturaleza detrítica y edad terciaria que ocupan principalmente el sector oriental de la zona pertenecen al dominio geológico de la cuenca del Tajo, y suponen un área mucho menos extensa que las rocas del Sistema Central. Por último, el dominio de la Cordillera Ibérica, en el sector septentrional y oriental, está representado por el afloramiento de un reducido número de unidades carbonatadas y detríticas.
Con respecto a la naturaleza y edad de las rocas aflorantes, puede dividirse en varias unidades: unidad precámbrico-paleozoica, afloramientos pérmicos y mesozoicos, depósitos terciarios y depósitos cuaternarios (las formaciones superficiales cuaternarias se encuentran en numerosos sectores de la zona, relacionadas sobre todo con la red fluvial).

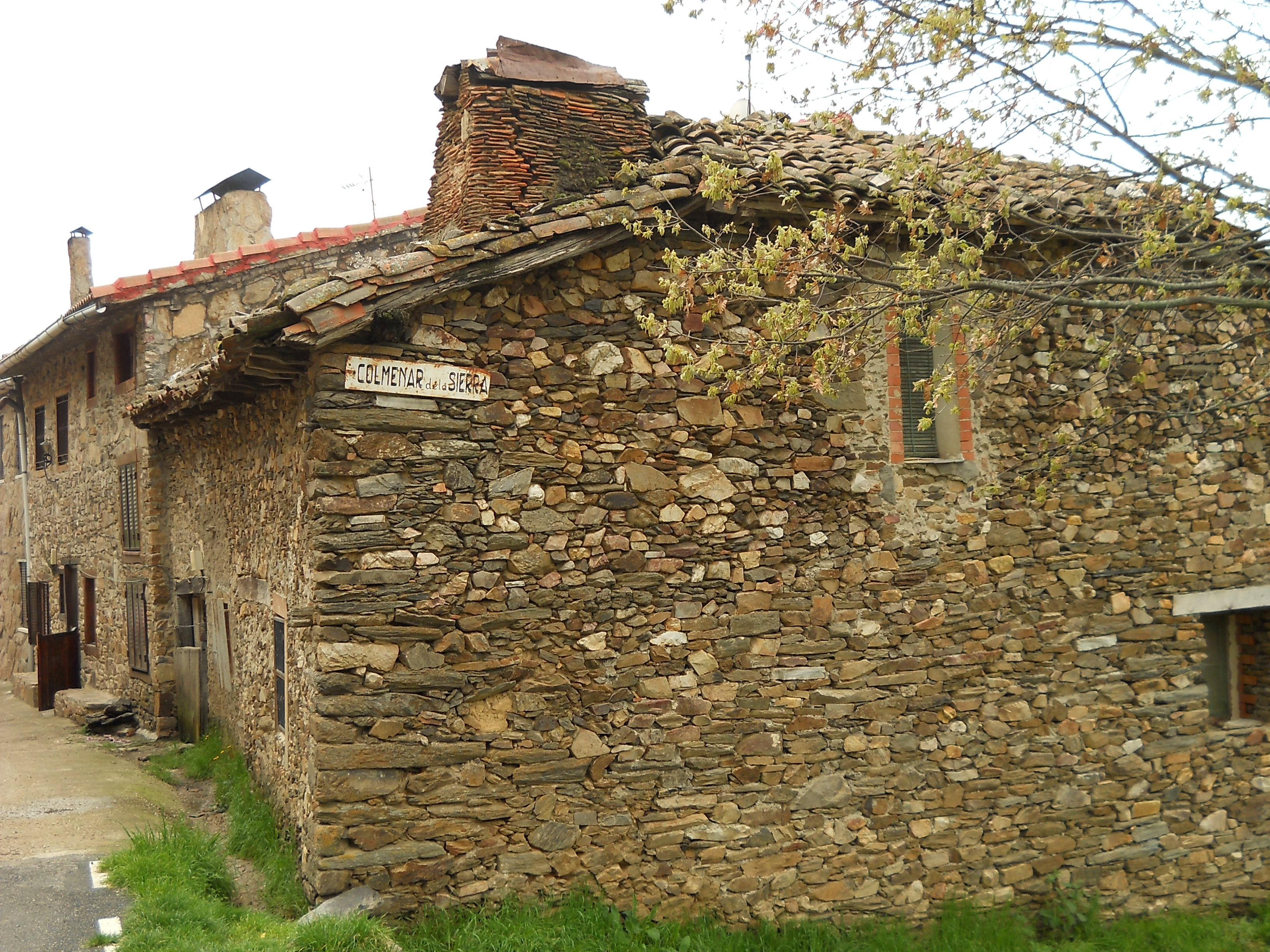
La pizarra, el esquisto y la cuarcita son rocas muy abundantes de la Sierra Norte de Guadalajara y son usadas para la construcción de edificios. En la imagen, una casa de Colmenar de la Sierra con los muros levantados con estos materiales.

En la unidad precámbrico-paleozoica afloran mayoritariamente rocas metamórficas de edad paleozoica, especialmente pizarras, esquistos y cuarcitas. Destacan por su continuidad, representación y relevancia morfológica las cuarcitas del Arenig (Ordovícico inferior), también denominadas cuarcitas del Alto Rey por encontrase en la zona de esta montaña. Estas cuarcitas del Arenig forman potentes bancos de colores claros muy característicos, y su disposición tectónica y resistencia a la erosión dan lugar a notables crestones y cuchillares, formando importantes resaltes de alto valor paisajístico, como la propia sierra de Alto Rey, y a numerosos saltos de agua, con importancia geomorfológica. También aparecen muy bien representados diversos tipos de gneises y otras rocas prehercínicas, típicas de la zona centroibérica del Macizo Hespérico, especialmente en los extremos nororiental y noroccidental de la zona de estudio. En concreto, los gneises «ollo de sapo» y otros ortogneises aparecen muy bien representados en las cercanías de Hiendelaencina y Zarzuela de Jadraque y en las proximidades de la peña Cebollera.
Los afloramientos pérmicos y mesozoicos ocupan una extensión mucho menor que la de las rocas metamórficas de la unidad anterior. Las rocas presentes son principalmente sedimentarias, de naturaleza detrítica y carbonatada. Dentro de los afloramientos pérmicos, destaca el afloramiento de areniscas del Pérmico, cerca de Retiendas, con un interesante contenido paleontológico.
Por su parte, la serie mesozoica está compuesta por las facies Buntsandstein, Muschelkalk y Keuper del Triásico, que afloran de forma minoritaria en la zona norte y sur del área de estudio. Estos sedimentos ocupan poca extensión, siendo el más abundante el afloramiento del Buntsandstein (proximidades de Cantalojas, Condemios de Arriba, Condemios de Abajo, Tamajón y el embalse de Alcorlo) que da lugar a un sector con el típico modelado sobre areniscas.
Las rocas cretácicas forman el resto de los afloramientos mesozoicos, constituyendo una estrecha banda que da lugar a un relieve en cuesta afectado por importantes accidentes tectónicos (fallas y cabalgamientos). Las arenas de Utrillas constituyen la parte inferior del afloramiento cretácico y se apoyan discordantemente sobre las pizarras paleozoicas, marcando la base del escarpe del relieve en cuesta. Sobre ellas se sitúa la serie del Cretácico superior que da lugar al escarpe y al dorso. La incisión de la red fluvial ortogonalmente a la dirección del relieve estructural da lugar a diversos cañones fluviokársticos de mediano desarrollo. Sobre estos materiales se ha desarrollado una karstificación que, si bien adquiere un desarrollo modesto, es la más significativa de la vertiente sur del Sistema Central.
Los sedimentos cenozoicos cubren casi toda la zona suroccidental. Son series detríticas poco consolidadas en las que abundan los cantos de cuarcitas sobre una matriz areno-arcillosa de color rojizo. Debido a su poca resistencia a la erosión, dan lugar a la formación de cárcavas, en los que los bloques más cementados pueden desarrollar torrecillas e incluso algunos ejemplos de chimeneas de hadas.
Por último, los depósitos cuaternarios están constituidos por sedimentos poco o nada consolidados, relacionados con procesos erosivos y deposicionales desarrollados durante el Pleistoceno y Holoceno, y por tanto se relacionan con procesos de ladera, fluviales y, de manera muy local, glaciares y periglaciares. Estos depósitos no se distribuyen mayoritariamente en un sector, sino que aparecen relacionados con los cursos fluviales o las zonas de topografía más accidental.
La localización de la zona en el sector oriental del Sistema Central, cercano a la conexión con la Cordillera Ibérica, así como a la cuenca del Tajo, la proporciona de una notable geodiversidad. Esta viene representada por el amplio intervalo cronoestratigráfico presente, la variedad litológica y petrológica existente, que abarca rocas sedimentarias carbonatadas y detríticas, una amplia tipología de rocas metamórficas y afloramientos puntuales de rocas plutónicas y volcánicas. Destaca la gran cantidad de facies sedimentarias y tipos de rocas metamórficas presentes en la zona, siendo el borde meridional del Sistema Central un lugar donde está magníficamente representada la zonificación metamórfica de bajo grado asociada a la Orogenia Hercínica. Las mineralizaciones son también abundantes y variadas, habiendo sido explotadas muchas de ellas en el pasado. Destacan las de oro, platino, plata y minerales de la plata, de los cuales se han encontrado ejemplares de amplio reconocimiento internacional. También es destacable el hecho de que cerca de El Cardoso de la Sierra se encuentra un tipo de la andalucita.

### Hidrología y limnología
La red hidrológica de parque natural reparte sus aguas entre la cuenca hidrográfica del Tajo, que ocupa la mayor parte del territorio, y el río Vadillo en la cuenca del Duero. El río Vadillo ocupa una pequeña superficie en el extremo norte del área, el resto de la zona aparece vertebrada por los ríos Jarama, Sorbe y Bornova, que tienen un recorrido norte sur desde las montañas del parque natural hasta los valles del Tajo, en el caso del Jarama, y del Henares, en los casos del Sorbe y el Bornova.
| Principales afluentes por la derecha | Río principal | Principales afluentes por la izquierda |
| ------------------------------------ | ------------- | -------------------------------------- |
| Vallosera Hoces Lozoya               | Jarama        | Ermito Berbedillo Jaramilla Soto       |
| Lillas Sonsaz Chorrera               | Sorbe         | Dehesa                                 |
| Cristóbal                            | Bornova       | Manadero Pelagallinas                  |

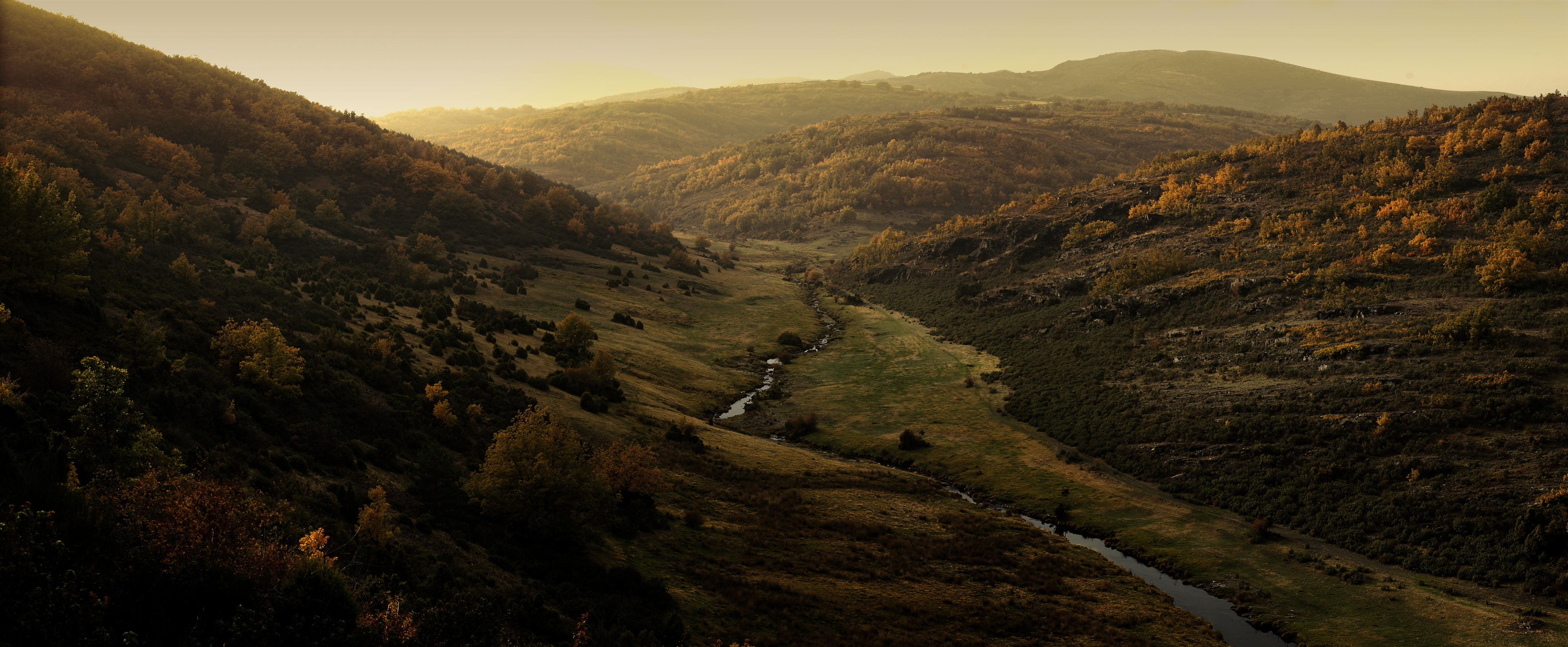
El cañón del río Lillas, afluente del Sorbe, en pleno hayedo de la Tejera Negra.

La zona de estudio se sitúa parcialmente sobre dos unidades hidrogeológicas distintas. La unidad mejor representada, la de Torrelaguna–Jadraque, apenas supera el 22 % de la superficie total del parque. La representación de la unidad de Guadalajara es aún menor, apenas 13 km² en los extremos finales de las cuencas del Jarama y del Sorbe. La hidrología superficial, por tanto, no parece estar condicionada por la hidrogeología, al menos en lo que se refiere a la regulación de la escorrentía por las precipitaciones en la zona. Sin embargo, que las cabeceras de algunos ríos, como el Bornova o el arroyo de la Dehesa, afluente del Sorbe, sí se sitúan sobre materiales permeables capaces de influir notablemente en la regulación de los caudales circulantes. Se trata del sistema acuífero Almazán Sur, de carácter mayoritariamente calizo, edad jurásico-cretácica y tipo libre, alguno de cuyos lechos calizos se encuentran en la cuenca del Tajo y dan sostén, entre otros, a la laguna de Somolinos. La importancia relativa de este sistema acuífero sobre los cauces es baja a una escala amplia, pero explica aspectos tales como la regularidad del río Manadero y del arroyo de la Dehesa en los aspectos físicos y la existencia anterior de poblaciones de cangrejo de patas blancas en estos ríos.

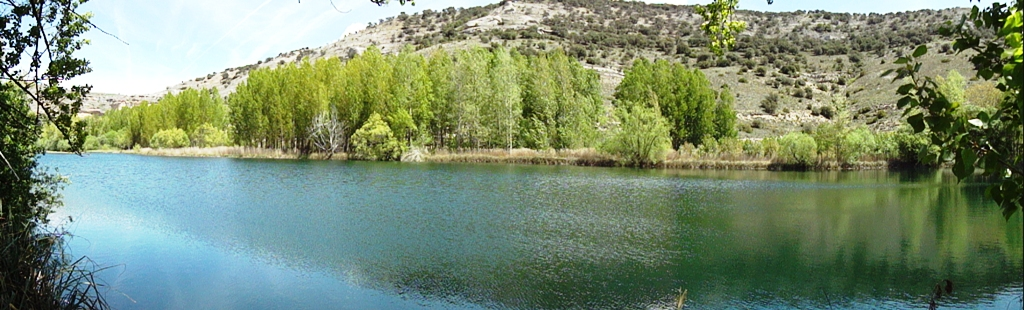
La laguna de Somolinos, en el cauce del río Manadero, es el mayor humedal de la sierra norte de Guadalajara.

Son dos sistemas muy semejantes en cuanto a su calidad hidroquímica, como cabe esperar de la litología dominante en ambos. La unidad de Guadalajara, además de ocupar muy poco espacio en el parque, resulta ser poco representativa del comportamiento general de la unidad. La mayor parte de los materiales detríticos se encuentran al sur, y también las áreas más explotadas del mismo y con mayores posibilidades de presentar contaminación por nitratos.
Respecto a los usos del agua y el balance hídrico de los sistemas, los acuíferos pueden considerarse como prácticamente no explotados. La utilización de las aguas subterráneas es, en general para ambos sistemas, muy escasa. La distribución de las fuentes y manantiales ayuda a comprender esta circunstancia.

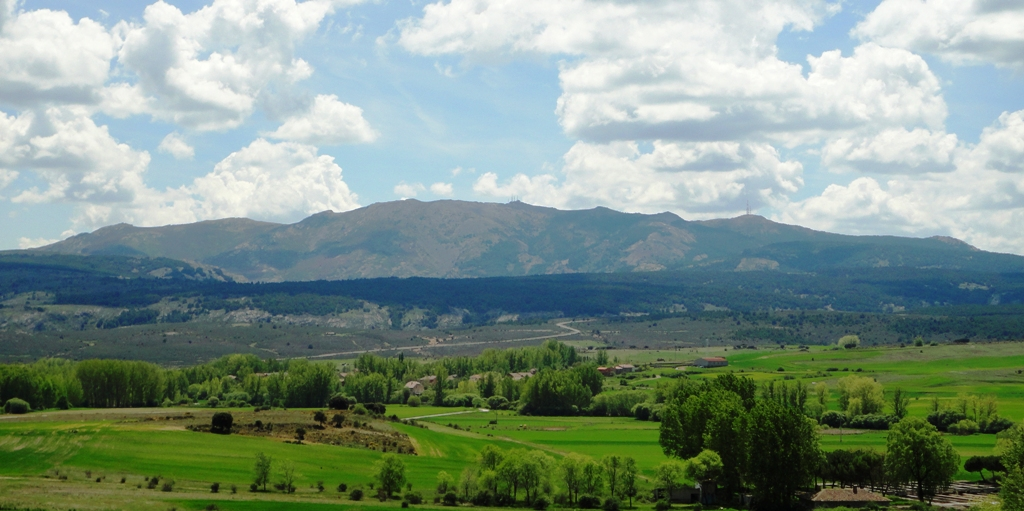
El cauce alto del río Bornova forma un amplio valle entre las sierras de Pela y de Alto Rey, que se observa al fondo.

La zona noroccidental, en la que los materiales metamórficos son más duros y están menos meteorizados y la red de drenaje está más encajada, impidiendo la existencia de valles amplios, resulta escasa en surgencias. La zona media, aunque fuera de las unidades hidrológicas descritas, mantiene una densidad media de surgencias debido a la existencia de pequeños sistemas acuíferos locales ligados más a un flujo subsuperficial de la escorrentía que a un verdadero sistema acuífero. La mayoría de estas fuentes o son temporales, secándose en verano, o son escasamente perdurables, no soportando una sequía intensa o extensa.
Por último, la zona correspondiente a las unidades hidrogeológicas muestra una zona oriental, en las cuencas del Bornova y el Sorbe, donde la densidad de surgencias parece ser mayor, mientras que en la cuenca del Jarama las manifestaciones del agua subterránea parece que están más encaminadas a la descarga lateral en la unidad de Guadalajara o al cauce del propio río.
Los tres ríos que constituyen la principal red de drenaje se encuentran actualmente regulados por diferentes infraestructuras hidráulicas (embalses y canalizaciones). Ahora bien, dada su posición, aguas abajo y muy próximas al límite del parque natural, se puede considerar que los caudales circulantes mantienen su dinámica natural en la mayor parte de su recorrido. El carácter mediterráneo de la zona hace que el agua se distribuya de forma irregular a lo largo del ciclo hidrológico, con características similares en los tres ríos principales. Así, se observa un periodo de máximo caudal correspondiente a los dos principales periodos de lluvias. El primero se da a lo largo del mes de noviembre, en tanto que el segundo, de mayores proporciones, se produce en el mes de febrero. Por otro lado, el periodo de caudal mínimo se encuentra al final del periodo estival, entre los meses de agosto y septiembre.

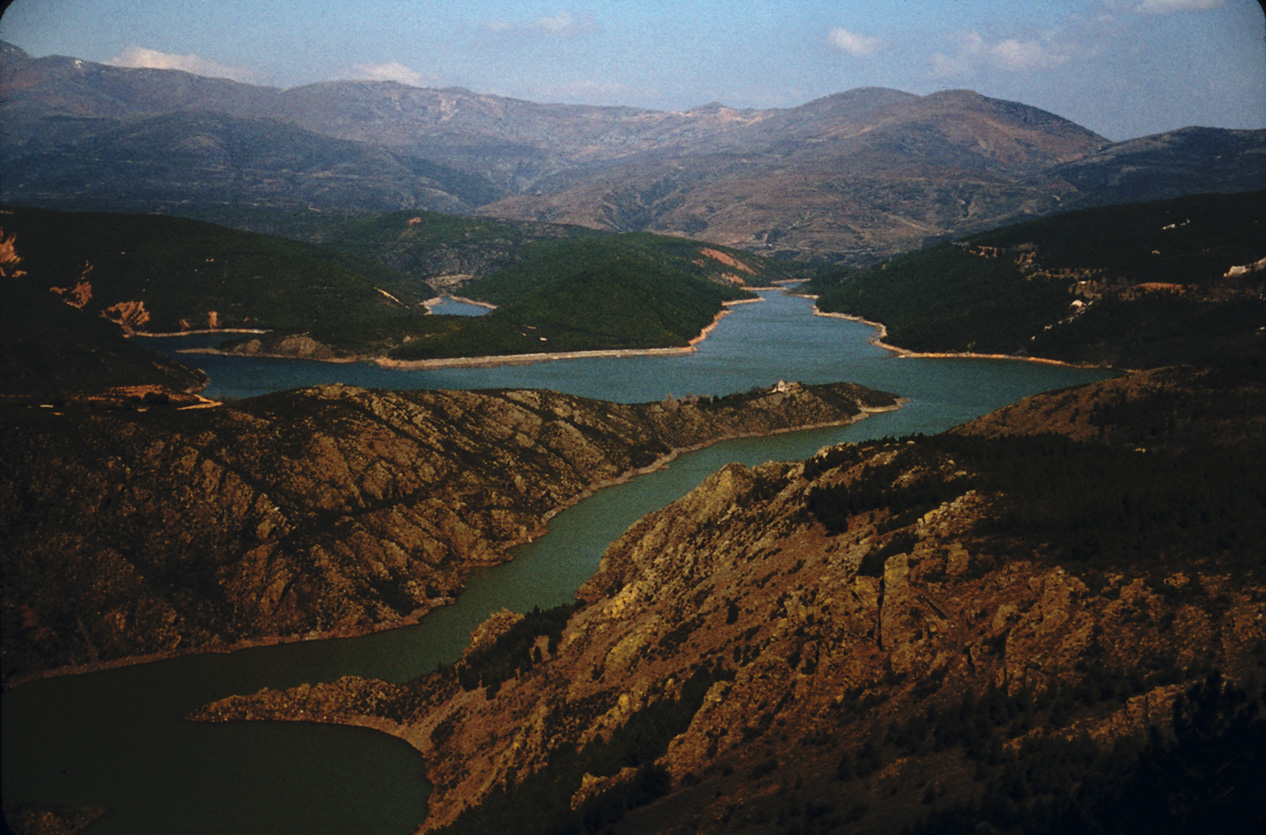
El embalse del Vado, en el cauce del río Jarama, se encuentra en la zona central del parque natural.

Los sistemas acuáticos naturales de aguas no corrientes son muy escasos en la zona, sólo se puede denominar como tal al meandro abandonado del río Lozoya. El resto de los humedales presentes en la zona son, o bien humedales artificiales que tienen su origen en la extracción de materiales para la construcción, como la laguna de Tamajón, o bien embalses destinados la mayoría a riego o suministro de agua potable.
Se hallan cinco grandes embalses dentro del parque natural: el Pontón de la Oliva (fuera de servicio actualmente), El Vado, el Pozo de los Ramos, el Beleña y el Alcorlo. Además de los grandes embalses, los ríos de la zona presentan gran cantidad de pequeños azudes cuya misión es la de retener aguas para riego y abastecimiento. Muchos de estos azudes están ligados a la existencia de molinos, particularmente abundantes en el tramo alto del río Bornova. Si bien la mayoría de los molinos están fuera de uso e incluso en ruinas, algunos, como el de Cantalojas o el del río Manadero, siguen en funcionamiento o lo han estado hasta tiempos recientes.

### Clima
La zona de la Sierra Norte de Guadalajara se caracteriza por tener un clima templado mediterráneo de montaña, donde las precipitaciones aumentan considerablemente por causas orográficas y las temperaturas descienden debido a la altitud. En las áreas con cotas elevadas existe un clima de media montaña, con aportes nivales durante la estación fría y unas precipitaciones anuales que, en ciertos sectores, superan los 1000 mm.
El régimen pluviométrico de la zona es consecuencia de los vientos ábregos, los cuales, debido a sus componentes dominantes (nordeste y sudoeste), hacen que se produzca un notable incremento de las precipitaciones, incluso respecto de la zona media del Sistema Central. Esta circunstancia, junto con el hecho de que algunos pasos de montaña sean el escenario de fuertes tormentas de verano que traen lluvia a enclaves privilegiados, consigue compensar la aridez estival propia del clima mediterráneo imperante en toda la cordillera.
Las precipitaciones medias anuales oscilan entre los 550 mm (Hiendelaencina, 591 mm) y los 1000–1200 mm (Valverde de los Arroyos, 1077 mm; estación termopluviométrica de La Pinilla, en Cerezo de Arriba, Segovia, 1276 mm, en las proximidades del sector noroccidental de la Sierra Norte). Los meses más lluviosos son noviembre y diciembre, y los más secos julio y agosto. Las temperaturas medias anuales oscilan entre los 12 °C en la parte más baja (pantano de El Vado) y los 7,2 °C en Condemios de Arriba.
Los tipos bioclimáticos en la zona de la Sierra Norte de Guadalajara son muy diversos, presentándose el crioromediterráneo, el oromediterráneo, el supramediterráneo (con varios ombroclimas: de seco a húmedo) y el mesomediterráneo superior seco. Esta amplia representación de los pisos termoclimáticos de la región y de todos los ombrotipos (desde el seco hasta el húmedo), da una gran singularidad al territorio en el contexto regional.

## Hábitat

### Vegetación
El área posee una excepcional importancia botánica por albergar un amplio número de especies y comunidades eurosiberianas y orófilas, prácticamente únicas a escala regional. Varias de estas especies y comunidades son endemismos del Sistema Central.
La gran variedad climática que se encuentra en el territorio ocupado por la Sierra Norte de Guadalajara permite la existencia de formaciones boscosas naturales muy diversas, así como formaciones de ribereñas de interés asociadas a los cursos fluviales de gran importancia. Asimismo, también cabe destacar las formaciones de matorrales y los pastizales de estas sierras. Finalmente, hay que destacar, a su vez, el alto valor de las formaciones de vegetación rupícola, asociada principalmente a los crestones cuarcíticos, así como de flora de turberas ácidas, en ambos casos con presencia de un gran número de especies de flora protegida.
Todo el parque natural se encuentra incluida en la región biogeográfica Mediterránea, en la provincia corológica Mediterráneo-Ibérica-Occidental, subprovincia Carpetano-Leonesa, sector Ayllonense. La vegetación de la zona incluye un amplio número de comunidades silicícolas de los ámbitos supra, oro y criorotemplado en su variante submediterránea, y de ombroclima húmedo.

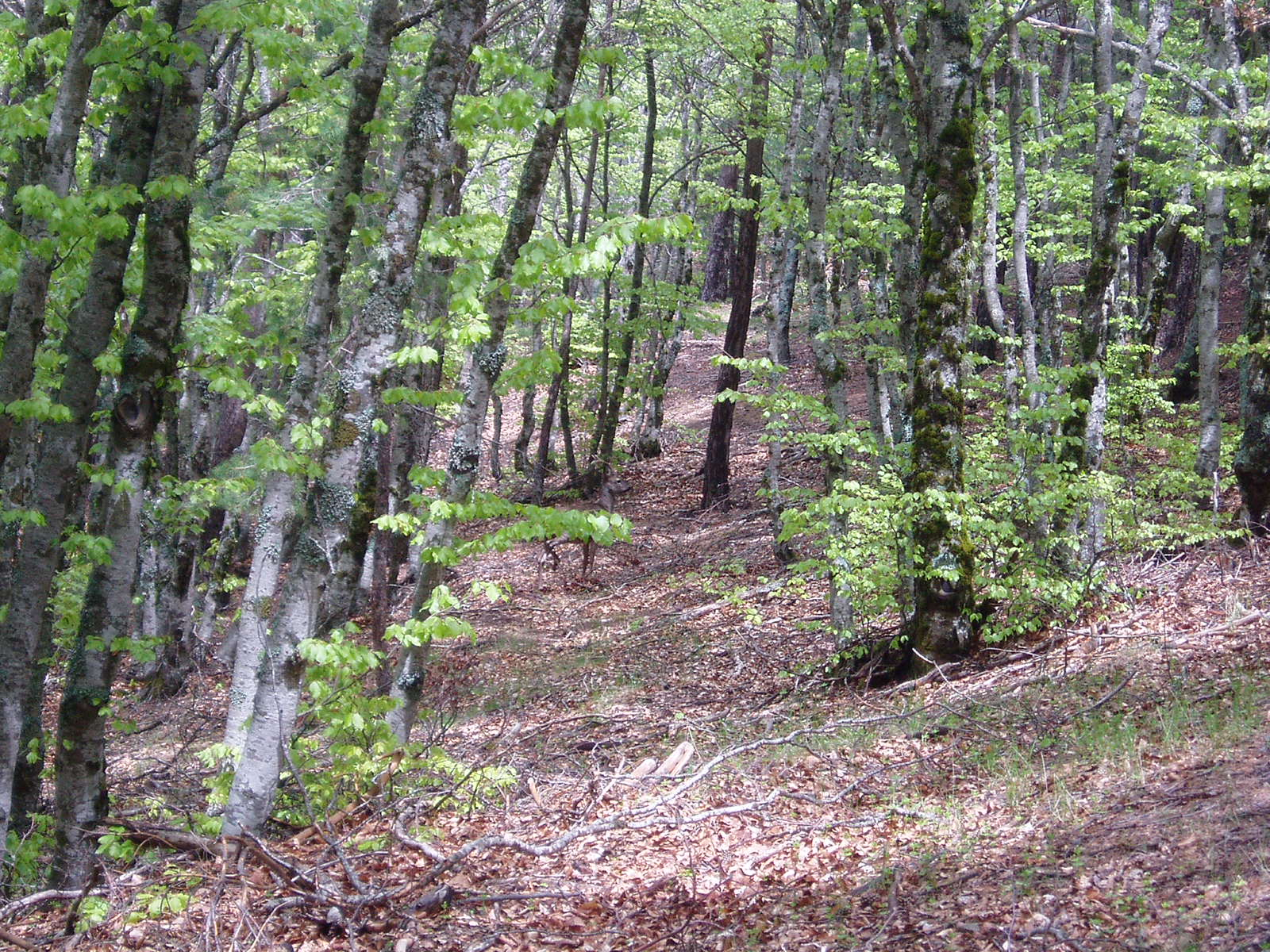
Bosque de hayas en la Tejera Negra, uno de los más meridionales de Europa.

#### Formaciones arbóreas y dehesas
Entre los bosques de especies eurosiberianas, los mejor representados son los hayedos, aunque en el área aparecen también puntualmente fragmentos relícticos de bosques mesófilos silicícolas como robledales albares, tejedas y acebedas. En este tipo de formaciones aparecen especies raras en el centro de la península ibérica como hayas comunes, robles albares, fresnos comunes, avellanos comunes, serbales, acebos comunes, tejos negros, boneteros o cambrones. En el sotobosque encuentran refugio especies nemorales eurosiberianas como uvas de raposa o martagones, entre otros helechos.
En muchos casos se han visto casi diezmados por los incendios forestales y la sobreexplotación de que debieron ser objeto en el pasado. No obstante, en la zona existen amplias superficies donde todavía pueden constituir la vegetación potencial, algunas de las cuales actualmente están ocupadas por pinares de repoblación de pino silvestre. 

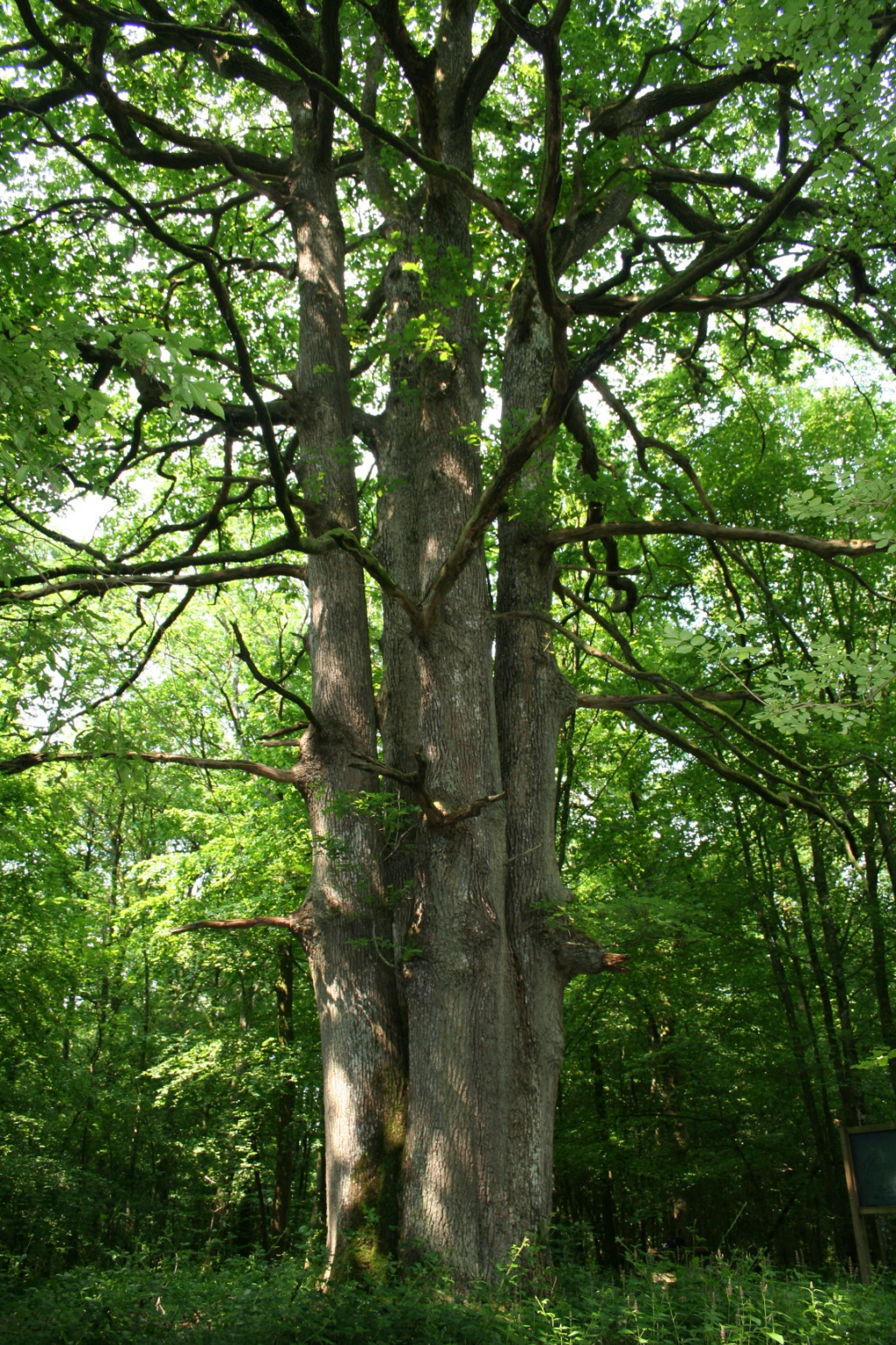
El roble albar es una especie ciertamente extendida en los bosques del macizo de Ayllón.

Las comunidades relícticas de abedul y serbal de cazadores, junto al brezo blanco y la rosa silvestre, son de presencia muy fragmentaria por la reiteración de los incendios forestales en su área potencial, que suele marcar el límite altitudinal de la vegetación arbolada entre el suprasubmediterráneo superior y el orosubmediterráneo inferior bajo ombroclima húmedo.
Los rebollares de las zonas más internas del macizo de Ayllón aparecen en zonas de clima suprasubmediterráneo húmedo. Incluyen un apreciable número de especies nemorales eurosiberianas, como Melampyrum cristatum o Prunella grandiflora. Los rebollares de ombroclima subhúmedo están situados en posiciones más externas y secas que los anteriores y más pobres en especies de interés.
Los quejigares basófilos, propios de la banda mesozoica que rodea al núcleo silíceo paleozoico, se consideran de protección especial los aspectos más umbrosos de los mismos en los que son abundantes especies como el arce de Montpellier, el avellano común, el tejo negro o la Melica uniflora.
Entre los encinares, propios de zonas con ombroclima subhúmedo-húmedo, con una singular composición florística única en todo el Sistema Central en la que además de los brezos que forman parte de sus etapas seriales, aparecen especies nemorales mesófilas como la germandrina de bosque o la Luzula forsteri. Los encinares silicícolas están en general presentes en forma arbustiva como consecuencia de la explotación ancestral para el carboneo y actualmente en recuperación, y aparecen en las zonas más secas con ombrotipos subhúmedo inferior y seco. Entre los encinares basófilos supramediterráneos, de la banda calcárea periférica, tiene presencia frecuente de la sabina albar.
Los pinares naturales de pino albar se reatringen a la sierra de Alto Rey y, explotados desde antiguo, representan una singularidad botánica del extremo oriental del Sistema Central. Además de las especies turfófilas asociadas a estos últimos, en otras zonas pueden aparecer frambuesos, gatiñas o Athyrium filix-femina, y en determinadas umbrías de los mismos aparecen comunidades megafórbicas de montaña, con acónitos comunes o Narcissus pseudonarcissus.
Además existen en el territorio amplias superficies ocupadas por pinares de repoblación, en general de bajo valor, pero que en ocasiones presentan en el sotobosque hábitat de protección especial y especies amenazadas.

#### Matorrales y arbustos

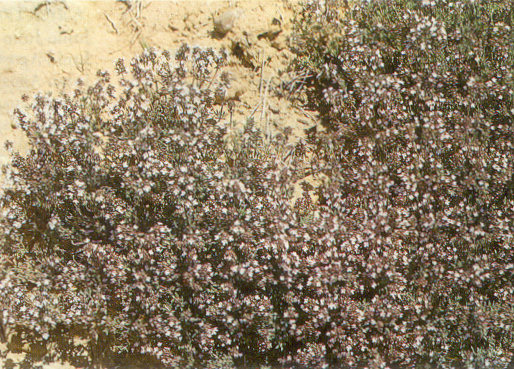
El tomillo florece en primavera en muchos lugares del parque natural.

Son muy abundantes en el parque natural los piornales y brezales oromediterráneos, los enebrales y piornales orófilos y rupícolas, los piornales de montaña con hiniesta. En el orosubmediterráneo son tenidos por comunidades clímax. Estos piornales de óptimo carpetano son endémicos del Sistema Central y ocupan apreciables extensiones. Contienen especies de interés como la genciana amarilla.
Entre los brezales oromediterráneos o de ombroclima húmedo se pueden distinguir gayubares con brezos y estepas, brezo rojo y brezales con enebros y arándanos.
Los piornales y brezales de ombroclima húmedo con codeso son endémicos del Sistema Central y aparecen como orla forestal y etapa de sustitución de abedulares y robledales húmedos.
Los enebrales arborescentes se desarrollan sobre una variedad de matorrales, desde jarales a brezales y gayubares.
Los matorrales pulvinulares espinosos aparecen en la banda mesozoica periférica, sobre los litosuelos y en los claros que dejan sabinares y encinares supramediterráneos.
Por su parte, el jaral y el brezal de Erica scoparia son matorrales con gran diversidad florística y con importantes recubrimientos de gayuba, con importancia paisajística y de protección frente a la erosión, frecuentes como etapas seriales de encinares ayllonenses y robledales húmedos.
Entre los zarzales y las arbustedas espinosas silicícolas de gran diversidad, en las que aparecen numerosas rosáceas y otras especies entre las que destacan el manzano silvestre, el espino cerval, Ornithogalum pyrenaicum, el avellano común o el arce de Montpellier.
Los matorrales gipsófilos aparecen sobre suelos profundos desarrollados sobre yesos y margas yesíferas, en la zona periférica de la sierra de Ayllón, dentro de la serie de vegetación del quejigo, con un marcado interés biogeográfico al representar irradiaciones extremas desde su área principal de distribución.
Además de estos tipos de matorrales protegidos, en la zona aparecen también comunidades de menor interés como jarales de jara pringosa y cantuesares, jarales de jara estepa, piornales silicícolas, retamares silicícolas, arbustedas esclerófilas de coscoja, retamar-aliagar, aliagar-esplegar-tomillar y rosaledas basófilas.

#### Prados, pastizales y herbazales
En reducidas extensiones entre los 2100 y los 2200 m s. n. m. del parque natural aparecen pastizales psicroxerófilos criorosubmediterráneos. Tienen carácter clímax y contienen especies orófilas endémicas de gran interés como Minuartia recurva, Silene ciliata, Armeria caespitosa, Luzula hispanica, Veronica fruticans, Hieracium vahli, Phyteuma hemisphaericum o Jasione crispa. En las áreas sujetas a prolongada innivación del entorno del lobo aparecen muy puntualmente comunidades quionófilas de la alianza Mucizonion sedoidis, con la rara Sedum candolleanum.
Sobre cuerdas y collados ventados aparecen también pastizales psicroxerófilos oromediterráneos silicícolas.
Existe una amplia diversidad de cervunales a causa de la gran variación altitudinal y geográfica en la que aparecen, como los alpinizados, los húmedos, los ripícolas, los cervunales supra-submediterráneos y los cervunales con aliaga. En ellos encuentran refugio un buen número de especies raras y escasas como Botrychium lunaria, Meum athamanticum, Selinum pyrenaeum, Campanula hermini, Carex echinata, Genista anglica o Spiranthes spiralis.
Los prados de diente, asociados a las prácticas ganaderas tradicionales, se asientan sobre lugares con cierta compensación edáfica y suelen tener una importante diversidad de especies pratenses entre las que destacan numerosas orquídeas y otras especies de interés como Ajuga rotundifolia y Prunella grandiflora.
Los prados de siega higrófilos están ligados a actividades ganaderas tradicionales y, por lo tanto, tienen un grave riesgo de desaparición. En ellos aparecen especies notables como Dactylorhiza maculata, Astrantia major, Alchemilla xanthochlora, Filipendula ulmaria, Prunella grandiflora, Sanguisorba officinalis, Iris latifolia, Gymnademnia conopsea, Stachys sylvatica, Stachys alpina y algunas otras procedentes de las comunidades megafórbicas con las que suelen coexistir. En prados de siega calcícolas aparecen Dactylorhiza elata, Sanguisorba officinalis, Fritillaria pyrenaica, Pedicularis schyzocalix y Geum nivale.
Los majadales de Poa bulbosa están asociados a un pastoreo intensivo sobre suelos secos, con gran diversidad florística y un elevado valor ganadero.
Las comunidades megafórbicas de montaña, propias de ambientes subalpinos, se presentan finícolas en la zona. Contienen especies de gran valor como Aconitum napellus, Aconitum vulparia, Angelica sylvestris, Astrantia major, Epilobium angustifolium, Lilium martagon, Paris quadrifolia, Ranunculus aconitifolius, Scrophularia alpestris, Stachys sylvatica y Streptopus amplexifolius, y las orófilas Doronicum carpetanum, Polygonum alpinum y Gentiana lutea.
Los juncales higroturbosos, prados higrófilos de Molinia caerulea y herbazales higrófilos de Juncus effusus y de Blysmus compressus son propios de humedales con diferentes grados de encharcamiento. Representan hábitas raros y escasos y entre ellos aparecen especies amenazadas como Blysmus compressus, Carex binervis, Carex disticha, Carex echinata o Elocharis multicaulis.
Además de estos prados y pastizales, en la zona se pueden observar también otros de menor interés como juncales silicícolas, vallicares, tomillares silicícolas, fenalares y pastizales anuales.

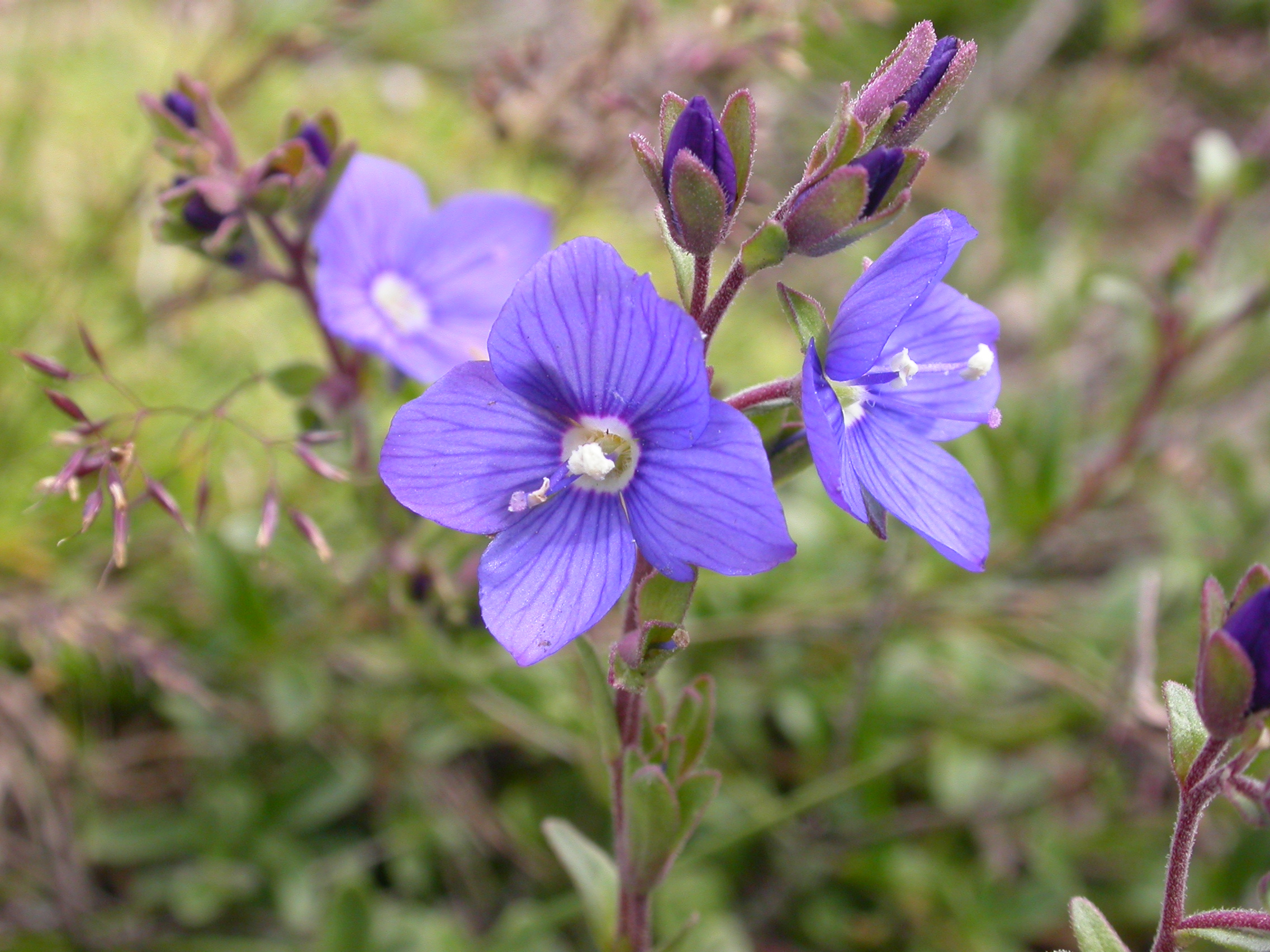
Las verónicas son uno de los principales valores florísticos roqueros de las montañas del parque natural.

#### Comunidades rupícolas y glerícolas
Entre las comunidades rupícolas en el orosubmediterráneo y crioro-submediterráneo tienen gran interés las comunidades orófilas con Alchemilla saxatilis (IE) y Veronica fruticans, entre otras. En los escarpes asociados a aparatos glaciares estacionalmente húmedos por el deshielo aparece puntualmente el raro Allium shoenoprasum subsp. latiorifolii. En niveles altitudinalmente inferiores existen comunidades dominadas predominantemente por helechos rupícolas, además de las comunidades heliófilas de dedaleras y clavel de roca. En roquedos umbrosos supra-submediterráneos aparecen más localizadas algunas comunidades de Sedum hirsutum con Saxifraga fragosoi.
Sobre los roquedos calcáreos o calcodolomíticos de la banda mesozoica periférica aparece la asociación antirrhino pulverulenti-rhamnetum pumili, en la que destaca Rhamnus pumilus y en los que ocasionalmente aparece Centranthus lecoquii. Al pie de los roquedos y en canales umbrosos entre estos aparecen poblaciones de Coronilla glauca.
Aparecen también comunidades glerícolas de montaña, asociadas a los ámbitos glaciares (morrenas) y periglaciares (canchales y gleras). Entre grandes bloques rocosos del oro-submediterráneo y niveles superiores del supra-submediterráneo están presentes comunidades dominadas por el pteridófito Cryptogramma crispa donde pueden aparecer también Doronicum carpetanum y frambuesos, entre otros. Las gleras oro-submediterráneas están ocupadas por comunidades de dedaleras, en las que aparecen Digitalis purpurea subsp. carpetana y Senecio pyrenaicus subsp. carpetanus, y apareciendo en algunos enclaves particularmente sombríos la rara Poa cenisia subsp. fontqueri. En gleras terrosas también aparece, muy escaso, Rumex suffruticosus. En los numerosos canchales supra-submediterráneos aparecen puntualmente comunidades integradas por diferentes helechos como Asplenium adiantum-nigrum o Polypodium vulgare.

#### Ríos y humedales

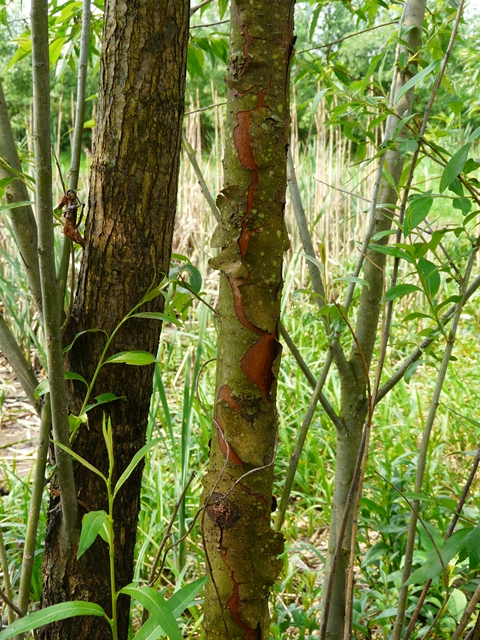
El sauce negro está presente en la mayor parte de los cursos fluviales del parque natural.

Los abedulares riparios y las saucedas negras de reminiscencias eurosiberianas son las formaciones de bosque de galería típicas de los cursos fluviales de la zona. Los abedulares se presentan fragmentarios y localizados en las cabeceras de los arroyos de montaña, mucho más escasos que las saucedas negras, que suelen presentar un excelente estado de conservación en la mayor parte de los cursos fluviales. Alternan frecuentemente con las comunidades megafórbicas de montaña e higrófilas. Además de los abedules Betula alba y Betula pendula, contienen especies muy raras como la sanicula hembra, el cerezo pardo, el cerezo silvestre, Polystichum aculeatum, Polystichum setiferum, el dentabrón, la aleluya o el peralito menor.
Los alisos forman los bosques galería de los tramos medio-altos (piso mesomediterráneo superior y supra-submediterráneo) de los ríos de la sierra de Ayllón de caudal continuo. En su seno aparecen muchas especies amenazadas como la lamparilla, el cambrón, el abedul común, Angelica sylvestris, Mentha arvensis o el helecho real.
Las fresnedas y los acerales aparecen mayoritariamente con estructura adehesada en malla, aunque puntualmente también se encuentran en bosquetes cerrados. Asociadas a ellas aparecen numerosas especies de interés, algunas procedentes de los prados y de las comunidades megafórbicas con las que coexisten, como Prunella grandiflora y la ortiga hedionda.

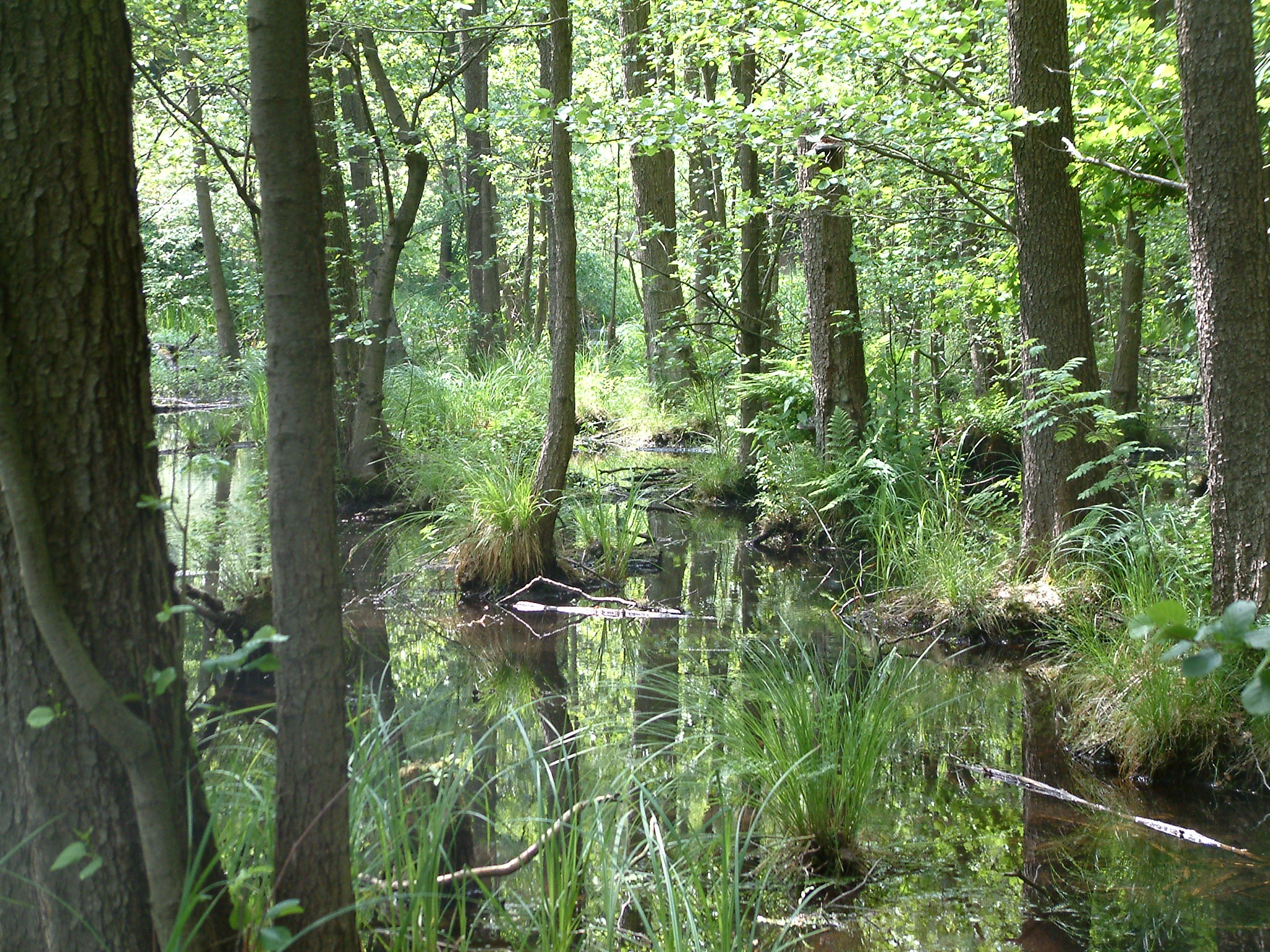
Los alisos aparecen en las zonas húmedas más altas de la sierra de Ayllón.

Las saucedas silicícolas forman la primera banda de vegetación arbustiva de los ríos meso y supra-submediterráneos.
Los brezales higrófilos de brezo blanquillo y brezo blanco son etapas seriales de abedulares riparios, saucedas negras y salvifolias, y también comunidades permanentes en cabeceras de arroyos de montaña. Asociados a ellas aparecen numerosas especies de interés como el lonchite, el dentabrón, Dryopteris affinis y la aleluya.
Las comunidades riparias de grandes cárices amacollados y comunidades megafórbicas de aguas frías suelen aparecer bastante entremezcladas y otorgan un aspecto muy característico a las orillas y cauces de los arroyos serranos, siendo importante refugio de flora eurosiberiana higrófila, con especies como Angelica sylvestris, el acónito común, Aconitum vulparia, Mentha arvensis, Filipendula ulmaria y la casilda.
Las turberas ácidas, que ocupan enclaves higroturbosos, son refugio de un gran número de especies eurosiberianas catalogadas como el musgo de turbera, la cárice negra, la cárice amarilla, Carex echinata, el brezo de turbera, la hepática blanca, y Viola palustris. En turberas calcáreas destacan Carex echinata, la cárice negra, el equiseto de invierno, Dactylorhiza elata y Sanguisorba officinalis.
Las comunidades fontinales están asociadas a nacientes de agua y pequeños arroyuelos, a menudo en el seno de turberas, juncales higroturbosos y cervunales húmedos. Contienen especies raras como la flor de agua, la lentibularia menor, Viola palustris, Epilobium anagallidifolium o el cáñamo de agua.

### Fauna

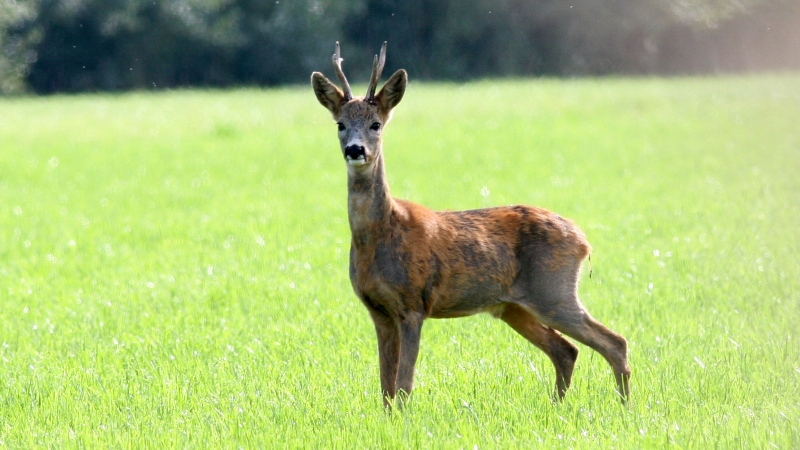
El corzo es una de las especies más extendidas de la sierra norte de Guadalajara.

La Sierra Norte de Guadalajara tiene también una gran importancia por sus comunidades de fauna, entre las que destacan la comunidad de rapaces rupícolas, con poblaciones de águila perdicera, entre otras, así como otros grupos de aves en los que destacan especies asociadas al hábitat de alta montaña, como el pechiazul, el acentor alpino, el roquero rojo o el alcaudón dorsirrojo, entre otras.
En el grupo de los mamíferos son destacables el corzo, la musaraña ibérica, el topillo nival, diversas especies de quirópteros forestales y rupícolas, la nutria, la garduña, el tejón, el gato montés y la jineta.
En el grupo de los reptiles destacan el lagarto verdinegro, la lagartija roquera o la culebra lisa europea. En el de los anfibios, la presencia de la salamandra común y el tritón jaspeado. Y en el de peces, las poblaciones de trucha, con ecotipos no contaminados genéticamente. Finalmente, en el grupo de los invertebrados se puede citar el ciervo volante y los lepidópteros Graellsia isabelae, Parnassius apollo o Nymphalis antiopa, entre muchas otras especies.

#### Mamíferos

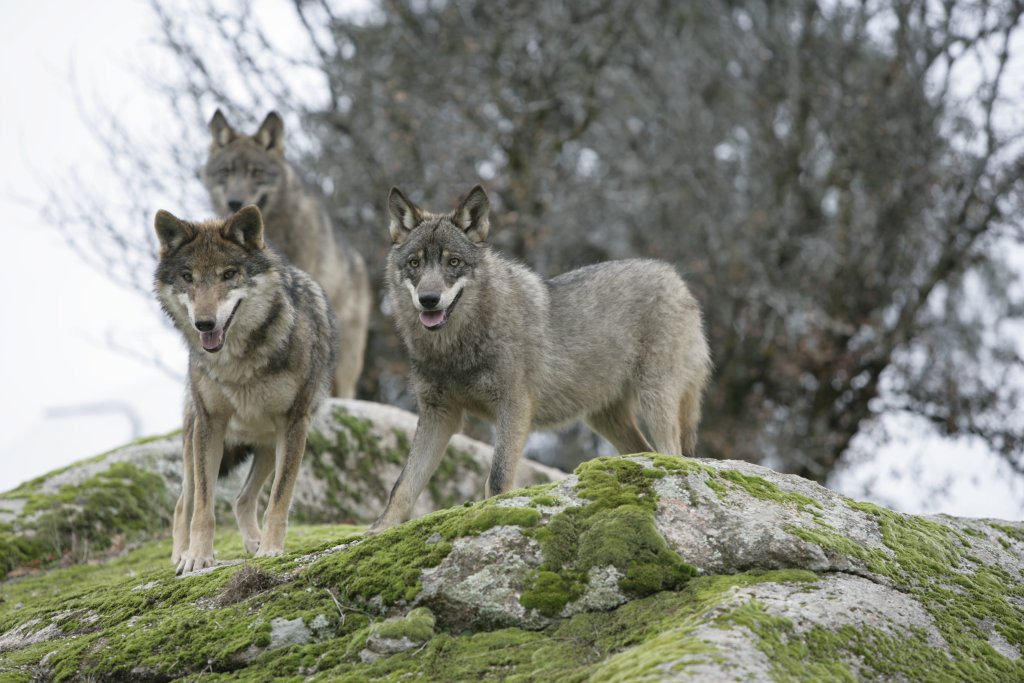
El lobo ibérico, después de varios años, vuelve a estar presente en las montañas del parque natural de la Sierra Norte de Guadalajara.

El grupo de los mamíferos está bien representado en el parque natural. Destaca el desmán ibérico, especie en grave peligro de extinción de la que existen citas en el ámbito del parque natural pero cuya presencia está por confirmar. Asimismo hay que destacar la recolonización del territorio por el lobo ibérico. El resto de las poblaciones de carnívoros presenta un buen estado de conservación, destacando la nutria en proceso de expansión. La presencia de visón americano, un especie exótica invasora, está causando problemas. Es importante resaltar la diversidad de las poblaciones de quirópteros, que incluyen el 76% de las especies presentes en España, con especies catalogadas como el murciélago ratonero gris, el murciélago ratonero forestal, el murciélago ratonero grande, el murciélago ratonero mediano, el murciélago de montaña, el murciélago de bosque, el murciélago orejudo dorado, el murciélago grande de herradura, el murciélago pequeño de herradura y el murciélago mediterráneo de herradura. Otras especies catalogadas presentes en el área son el topillo nival y el topillo de Cabrera.
Otras especies de mamíferos presentes en el parque natural de la Sierra Norte de Guadalajara son:

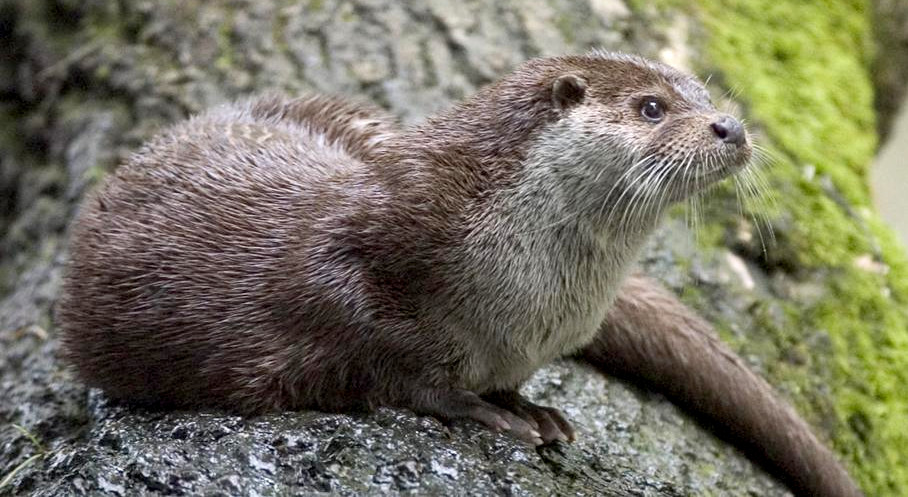
La nutria es abundante en los cauces fluviales del parque natural.

- Insectívoros: musaraña gris, musgaño enano, musaraña ibérica, musgaño de Cabrera, topo ibérico y erizo europeo.
- Quirópteros: murciélago ratonero bigotudo, murciélago ratonero pardo, murciélago ratonero ribereño, murciélago común, murciélago de Cabrera, murciélago de borde claro, nóctulo mediano, nóctulo pequeño, nóctulo gigante, murciélago de huerta, murciélago orejudo gris, murciélago de cueva y murciélago rabudo.
- Roedores: topillo de campo, topillo lusitano, topillo mediterráneo, rata de agua, ratón de campo, ratón casero, ratón moruno, rata parda, rata negra, lirón careto y ardilla roja.
- Lagomorfos: liebre ibérica y conejo.
- Carnívoros: zorro, comadreja, turón, garduña, tejón, jineta y gato montés.
- Artiodáctilos: jabalí y corzo.

#### Aves
Las aves son el grupo faunístico de vertebrados más diverso de la zona, contando con poblaciones de especies residentes y reproductoras, invernantes y especies en pasos migratorios. Esta riqueza se debe tanto a la diversidad de hábitat presentes como a su buen estado de conservación.

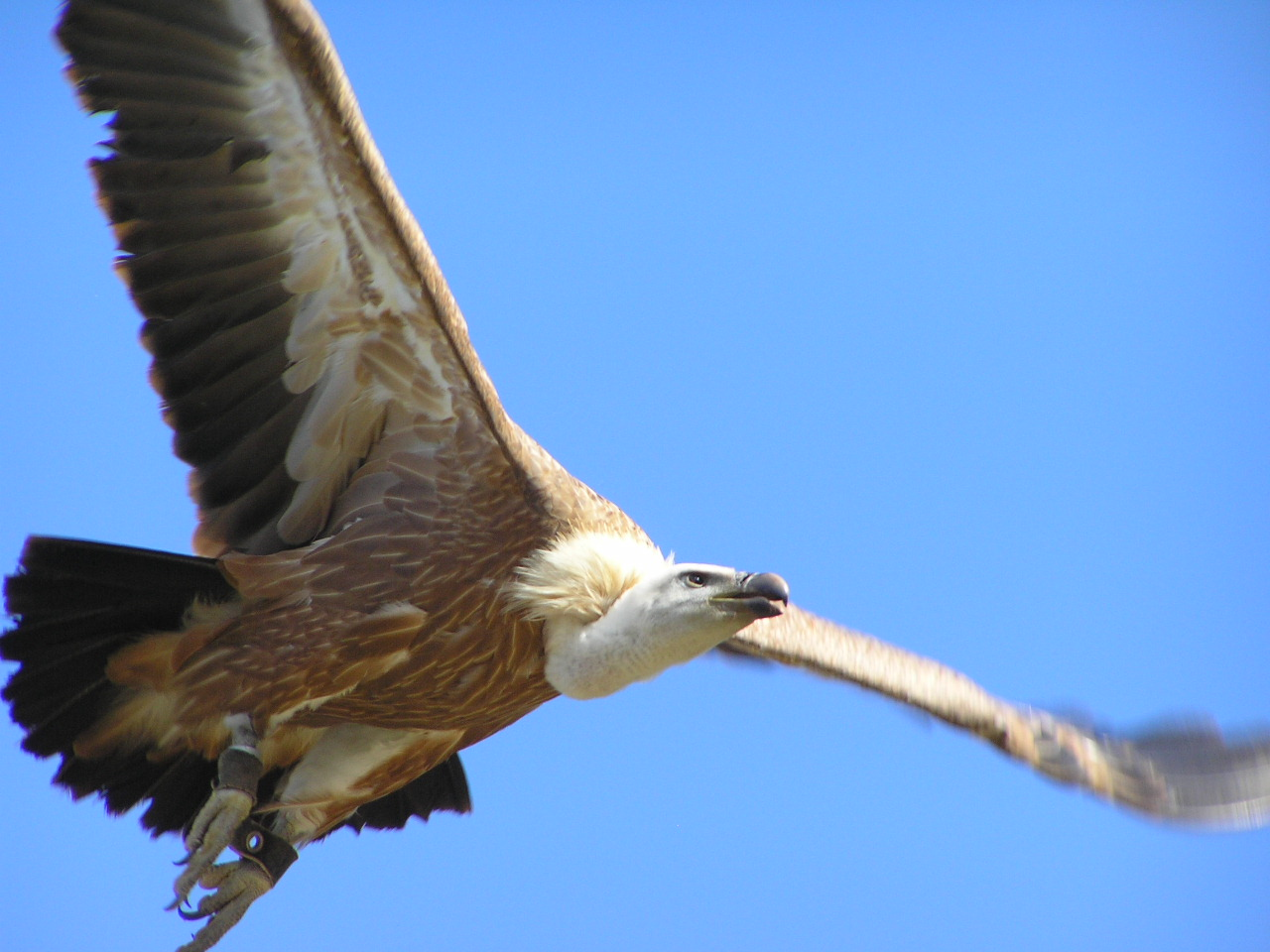
Es habitual observar el vuelo de aves rapaces como el buitre leonado por los cielos del parque natural.

Destacan las poblaciones de aves rapaces, tanto las forestales como las rupícolas. Entre las especies forestales destacan el abejero europeo, que se ha confirmado como nidificante con un mínimo de 10 parejas, el alcotán europeo con 45 parejas, el azor común estimándose la población en 45 parejas, el gavilán común con 90 parejas, el culebrera europea con 30 y el aguililla calzada con unos 50 territorios ocupados. Como especies rupícolas aparecen el águila-azor perdicera con 3 parejas, el águila real con un mínimo de 13 territorios ocupados, el halcón peregrino con 14 parejas nidificantes, el alimoche con 2-3 parejas y pequeñas colonias de buitre leonado.
Se han obtenido algunas citas de cigüeña negra en paso, avistada en pastizales encharcados en el río Lillas y en el collado del Puerto del Infante, dentro del hayedo de Tejera Negra; en el Mojón Cimero; en los ríos Berbedillo y de Navahonda, en El Cardoso de la Sierra, y en el río Jarama por Alpedrete de la Sierra.
El buitre negro utiliza la sierra de Ayllón como área de campeo, siendo habitual que forme parte de bandos de buitre leonado. Sin embargo, no es una especie reproductora en la zona.
Se enumeran a continuación otras especies presentes en el territorio según el ambiente faunístico que las albergue:
- Aves rupícolas: Búho real, chova piquirroja, avión roquero, roquero rojo, roquero solitario, treparriscos, colirrojo tizón, collalba negra y golondrina dáurica.El busardo ratonero está presente en las zonas boscosas del parque.

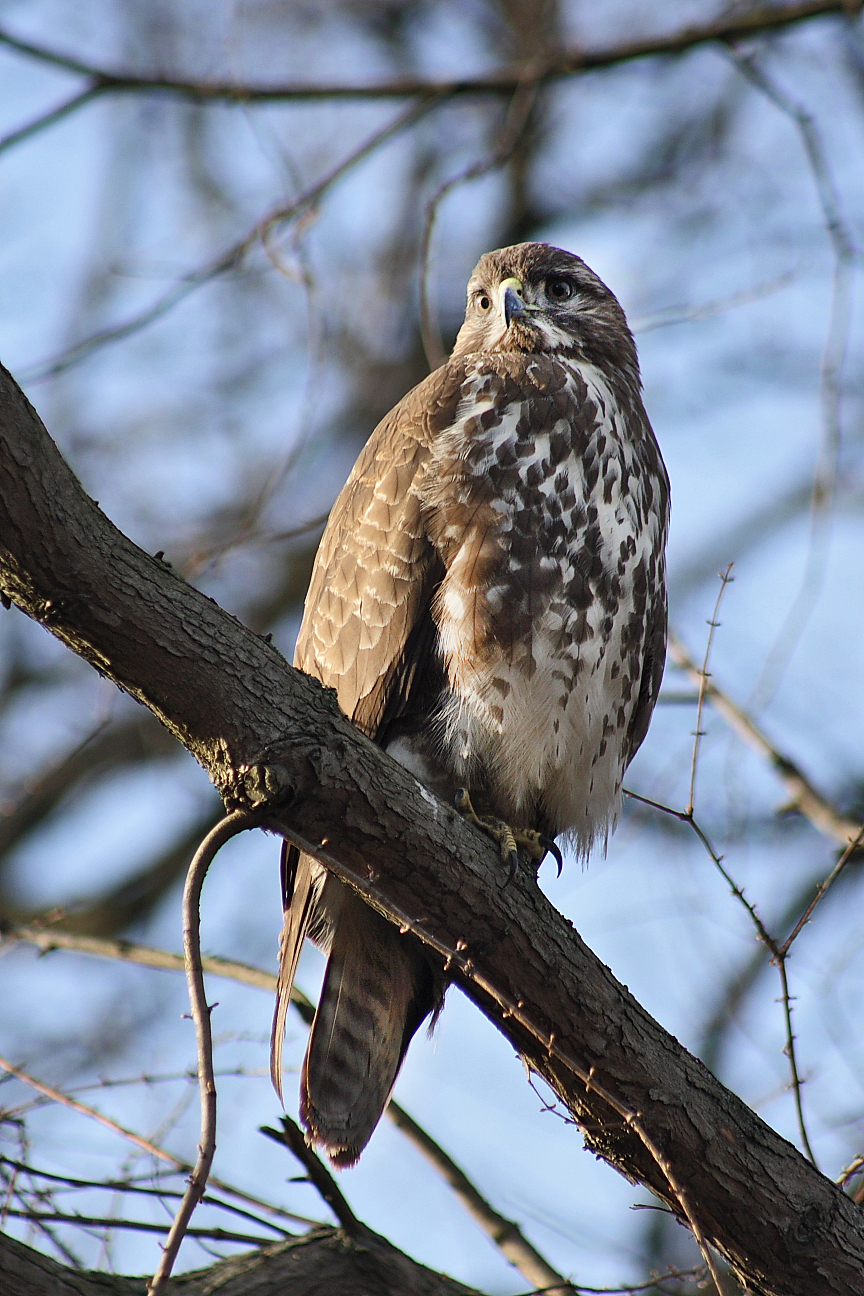
El busardo ratonero está presente en las zonas boscosas del parque.

- Aves asociadas a hábitats boscosos: La comunidad de aves asociada a estos medios es abundante y está muy diversificada. Aparecen especies como el busardo ratonero, el pito real, el pico picapinos, la totovia, el zorzal charlo, la curruca mosquitera, el mosquitero papialbo, el carbonero común, el carbonero garrapinos, el agateador común, el arrendajo, el pinzón vulgar, el pinzón real, el verdecillo, el piquituerto, el papamoscas cerrojillo, el papamoscas gris, el trepador azul, el cuco, el autillo y el búho chico.
- Aves asociadas a medios acuáticos y riberas: Destaca la presencia de mirlo acuático, con una población bien conservada. Otras especies son el somormujo lavanco, el ánade real, la polla de agua, el andarríos chico, la lavandera boyera, la lavandera cascadeña, la oropéndola, el chorlitejo chico y el rascón.
- Aves asociadas a pastizales alpinos, matorrales y cultivos: Cernícalo vulgar, perdiz roja, abubilla, terrera común, alondra común, cogujada montesina, cogujada común, bisbita alpino, lavandera blanca, acentor común, collalba gris, collalba rubia, curruca rabilarga, curruca carrasqueña, curruca mirlona, curruca zarcera, curruca capirotada, alcaudón dorsirrojo, alcaudón real, alcaudón común, estornino negro, picogordo, chotacabras gris, escribano hortelano, escribano soteño y escribano montesino.

Otras aves en expansión en parque natural de la Sierra Norte de Guadalajara son el rabilargo, el gorrión molinero y el cormorán grande. Entre las invernantes destacan la garza real, el lúgano, el esmerejón, el mirlo capiblanco, el escribano cerillo y el avefría. Como aves en paso destacar el zarapito trinador, la grulla común, el combatiente, el cernícalo patirrojo, la tarabilla norteña y la carraca.

#### Reptiles
Entre los reptiles hay que destacar las poblaciones de lagarto verdinegro, especie amenazada y actualmente en regresión. Otras especies de reptiles presentes en el parque natural son la culebrilla ciega, la salamanquesa común, el eslizón tridáctilo, el eslizón ibérico, el lagarto ocelado, la lagartija ibérica, la lagartija roquera, la lagartija colirroja, la lagartija colilarga, la lagartija cenicienta, la culebra lisa europea, la culebra lisa meridional, la culebra de escalera, la culebra bastarda, la culebra viperina, la culebra de collar y la víbora hocicuda.

#### Anfibios

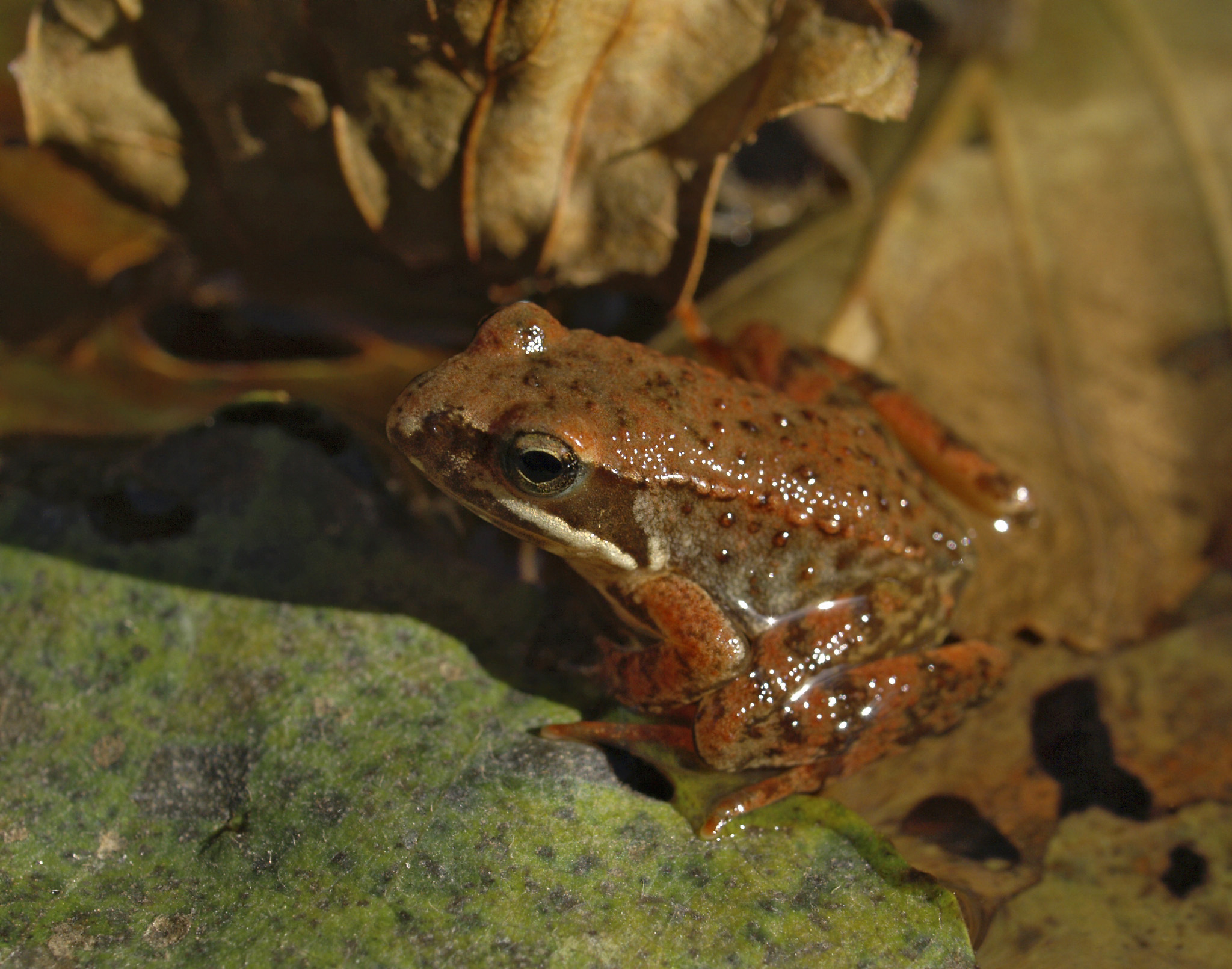
La sierra de Ayllón es una de las zonas más meridionales donde habita la rana patilarga.

La comunidad de anfibios del parque natural esta diversificada, aunque hay que destacar la escasez de las especies de urodelos, como por ejemplo, la salamandra común, el gallipato o el tritón jaspeado. Se ha constatado la presencia de rana patilarga. Otras especies catalogadas presentes son el sapo partero ibérico, el sapillo moteado y la ranita de San Antonio.
Otras especies presentes en el parque natural son el sapo partero común, el sapillo pintojo, el sapo de espuelas, el sapo común, el sapo corredor y la rana común.
El sapillo pintojo meridional es otra especie que puede estar presente en la zona, aunque no se ha localizado en los estudios previos.

#### Peces
En general, la comunidad piscícola de los ríos y arroyos del parque natural de la Sierra Norte de Guadalajara se caracteriza por estar poco diversificada y presentar pocos elementos alóctonos. Destacan las poblaciones de trucha común que presentan unos bajos niveles de introgresión genética, por lo que pueden considerarse como las últimas poblaciones de los ríos silíceos de la cuenca del Tajo que mantienen el acervo genético original. También la presencia de especies catalogadas como la bermejuela, la pardilla, el calandino y la colmilleja.
Otras especies que se encuentran en el parque natural son el barbo común, la boga de río, el cacho. Como especies exóticas introducidas aparecen el gobio, la perca americana, el pez gato y el percasol, esta última declarada de carácter invasor.

#### Invertebrados

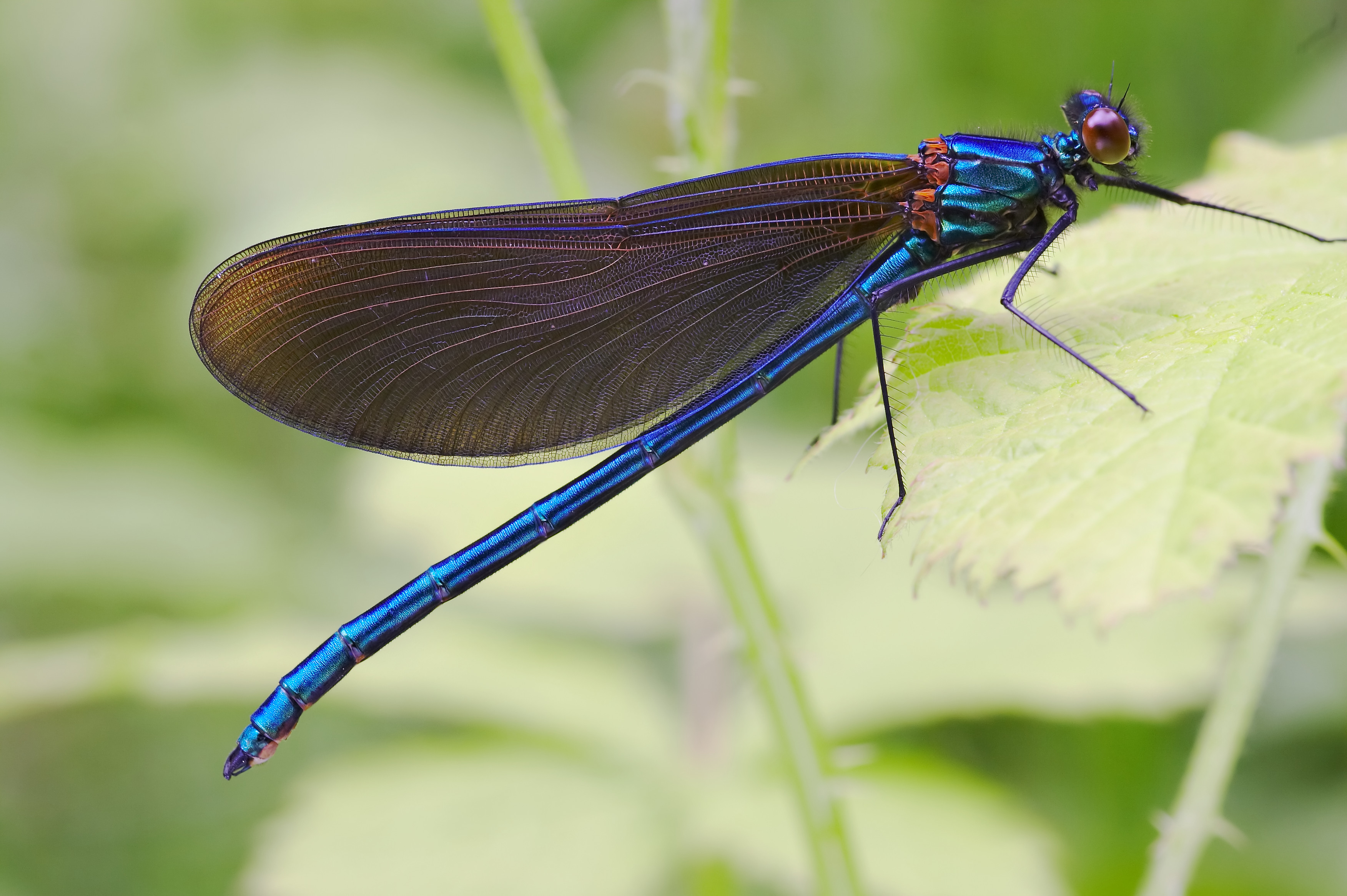
Odonatos como el caballito del diablo azul está presente en los ríos y humedales del parque natural.

Las comunidades de macroinvertebrados acuáticos presentan un excepcional estado de conservación y diversidad en la sierra norte de Guadalajara. Se han identificado un total de 93 taxones correspondientes a 79 familias diferentes, siendo representativas de ríos de aguas frías, poco mineralizadas y prácticamente exentas de contaminación. Destaca la presencia de odonatos como Coenagrion caerulescens, Coenagrion mercuriale, Onycogomphus uncatus, Calopteryx virgo y Onychogomphus forcipatus unguiculatus.
Cabe destacar el bivalvo Pisidium amnicum, presente en el río Sorbe. En un afluente del Bornova se encuentra el bivalvo Unió delphinus.
El cangrejo de patas blancas autóctono está prácticamente extinguido en el ámbito del parque natural, sin embargo se ha detectado la presencia de especies exóticas invasoras como el cangrejo señal y, en cauces próximos, el cangrejo rojo americano, lo que compromete posibles acciones de reintroducción y conservación del cangrejo autóctono.
En relación con el grupo de los insectos, se han identificado para el parque natural más de 450 taxones, algunos de los cuales están catalogados, como los lepidópteros Agrodiaetus fabressei, Erebia epistygne, Euphydryas aurinia, Graellsia isabelae, Lysandra caelestissima, Nymphalis antiopa, Parnassius apollo y Proserpinus proserpina; el coleóptero Lucanus cervus o el neuróptero Palpares libelluloides.
Cabe destacar la presencia de especies no catalogadas, aunque sí designadas de interés comunitario en la Directiva 92/43/CEE, como los coleópteros Cerambyx cerdo y Rosalia alpina (esta es además de interés prioritario y catalogada a nivel nacional como de interés especial), o de especies con rango de distribución restringida en la zona como Palpares libelluloides o Myrmeleon formicarius. Por último destaca la presencia de distintos taxones, no catalogados pero de reciente descripción en el territorio, como el lepidóptero Saturnia pyri, el coleóptero Perileptus barberae o los colémbolos Pseudachorutes americana tamajonensis, Pseudachorutes romeroi, Pseudachorutes guadalajarenses, Scaphaphorura corpesiensis, Isotomodes ibanezi y Folsomides ayllonensis.

## Paisaje

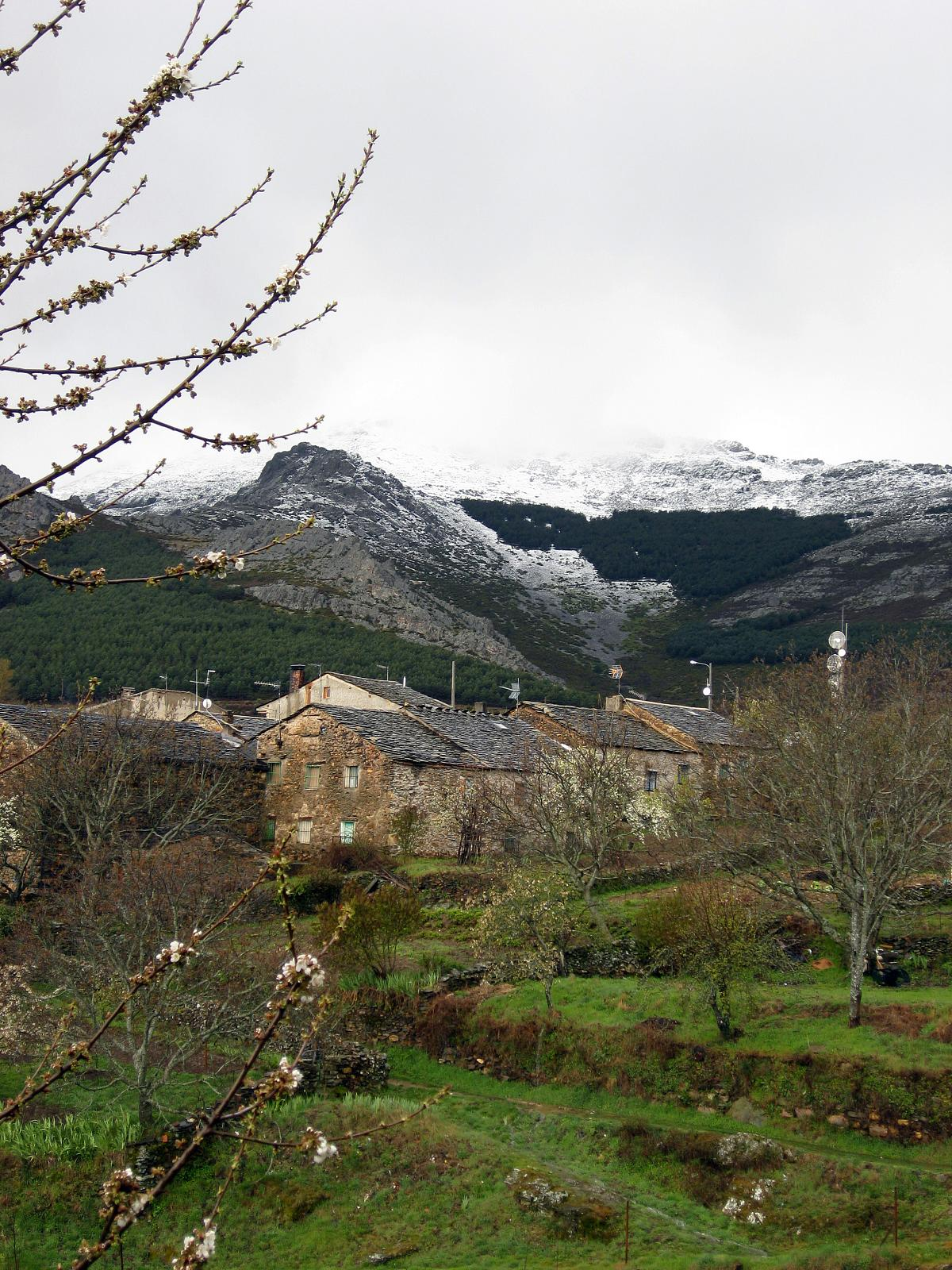
Valverde de los Arroyos, ejemplo de la arquitectura negra integrada en el paisaje del parque natural.

Desde el punto de vista del paisaje, el área incluye paisajes de montaña elevados. Las edificaciones y construcciones, en general, reflejan la geología del territorio sobre el que se asientan. Un ejemplo es la utilización de pizarras y cuarcitas en la denominada arquitectura negra, elemento del patrimonio cultural de prioritaria conservación. Como elementos de perturbación del paisaje, únicamente cabe citar los derivados de los incendios forestales, de la existencia de repoblaciones artificiales no integradas o de pistas forestales muy visibles sobre laderas descubiertas, o de elementos puntuales de degradación del paisaje.
El paisaje de la Sierra Norte de Guadalajara es muy heterogéneo y la presencia humana y sus actividades han intervenido sobre ello desde hace miles de años. Hoy día la población residente es muy reducida y su incidencia sobre el medio natural ha disminuido notablemente.
Se están dando procesos de regeneración natural de extensas superficies anteriormente dedicadas, sobre todo, al pasto de ganado. También en las últimas décadas se han realizado labores de plantación y regeneración forestal, que aunque modifican el paisaje también han contribuido a su recuperación, al menos, a largo plazo.
Los usos actuales modifican de forma puntual pequeñas áreas (pastoreo en Corralejo, cantera de Retiendas, aprovechamientos hídricos con la construcción de represas, nuevas carreteras, etcétera), mientras que la inaccesibilidad de gran parte del territorio contribuye a su recuperación, no sin el riesgo de otros problemas como el aumento de incendios o la erosión.
La tendencia actual es que grandes extensiones de monte van invadiendo campos de cultivo y prados abandonados, con el consiguiente incremento del riesgo de incendio que también se da en muchos de los pinares de repoblación que actualmente tienen una espesura excesiva.

## Espacios protegidos
En la Sierra Norte de Guadalajara se integran otros tres espacios naturales protegidos: 
- El parque natural del Hayedo de Tejera Negra, declarado en 1978, con una superficie de 1641 hectáreas.
- La reserva natural del Macizo del Pico del Lobo-Cebollera, declarada en 2005, con una superficie de 10 024 ha. Su valor natural ha motivado su inclusión en la Zona de Especial Protección para las Aves (ZEPA) y Lugar de Importancia Comunitaria (LIC) Sierra de Ayllón, integrado así en la Red Natura 2000.
- La Reserva Fluvial del río Pelagallinas, declarada en 2003, con una superficie de 362 ha.

La homogeneidad y simplificación de la gestión del territorio, sin que por ello se pierda su grado de protección, precisaron que las figuras del parque natural del Hayedo de Tejera Negra y la reserva natural del Macizo del Pico del Lobo-Cebollera desaparezcan como tales, pasando a formar parte los terrenos del nuevo parque natural como una zona de protección especial, con un régimen de usos y actividades propio.
Por el contrario, dada la especificidad y características de la reserva fluvial del río Pelagallinas, que además es refugio de pesca, se consideró necesario que continuase en vigor.

## Socioeconomía

### Población
El ámbito territorial del parque natural de la Sierra Norte de Guadalajara afecta a un total de 36 términos municipales, descritos a continuación, detallándose las entidades locales menores y pedanías que albergan:
- Albendiego
- Arbancón
  - Jócar
- Arroyo de las Fraguas
  - Santotís
- Atienza (exclave de El Recuenco)
- Bustares

- Campillo de Ranas
  - Campillejo
  - El Espinar
  - Matallana
  - Roblelacasa
  - Robleluengo
  - El Vado
  - La Vereda
- Cantalojas
- El Cardoso de la Sierra
  - Bocígano
  - Cabida
  - Colmenar de la Sierra
  - Corralejo
  - Peñalba de la Sierra
  - La Vihuela

- Cogolludo
  - Aleas
  - Beleña de Sorbe
  - Romerosa
  - Veguillas
- Condemios de Abajo
- Condemios de Arriba
  - Aldeanueva de Atienza

- Galve de Sorbe
- Gascueña de Bornova
- Hiendelaencina
- La Huerce
  - Umbralejo
  - Valdepinillos
- Majaelrayo
- Miedes de Atienza
- La Miñosa
- Monasterio
  - Fraguas
- Las Navas de Jadraque
- El Ordial
  - La Nava de Jadraque
- Prádena de Atienza
- Puebla de Valles

- Retiendas
- Robledo de Corpes
- Semillas
  - Robredarcas
- Tamajón
  - Almiruete
  - Muriel
  - Palancares
  - Sacedoncillo
- La Toba
- Tortuero
- Ujados

- Valdepeñas de la Sierra
  - Alpedrete de la Sierra
- Valdesotos
- Valverde de los Arroyos
  - Zarzuela de Galve
- Villares de Jadraque
- Zarzuela de Jadraque

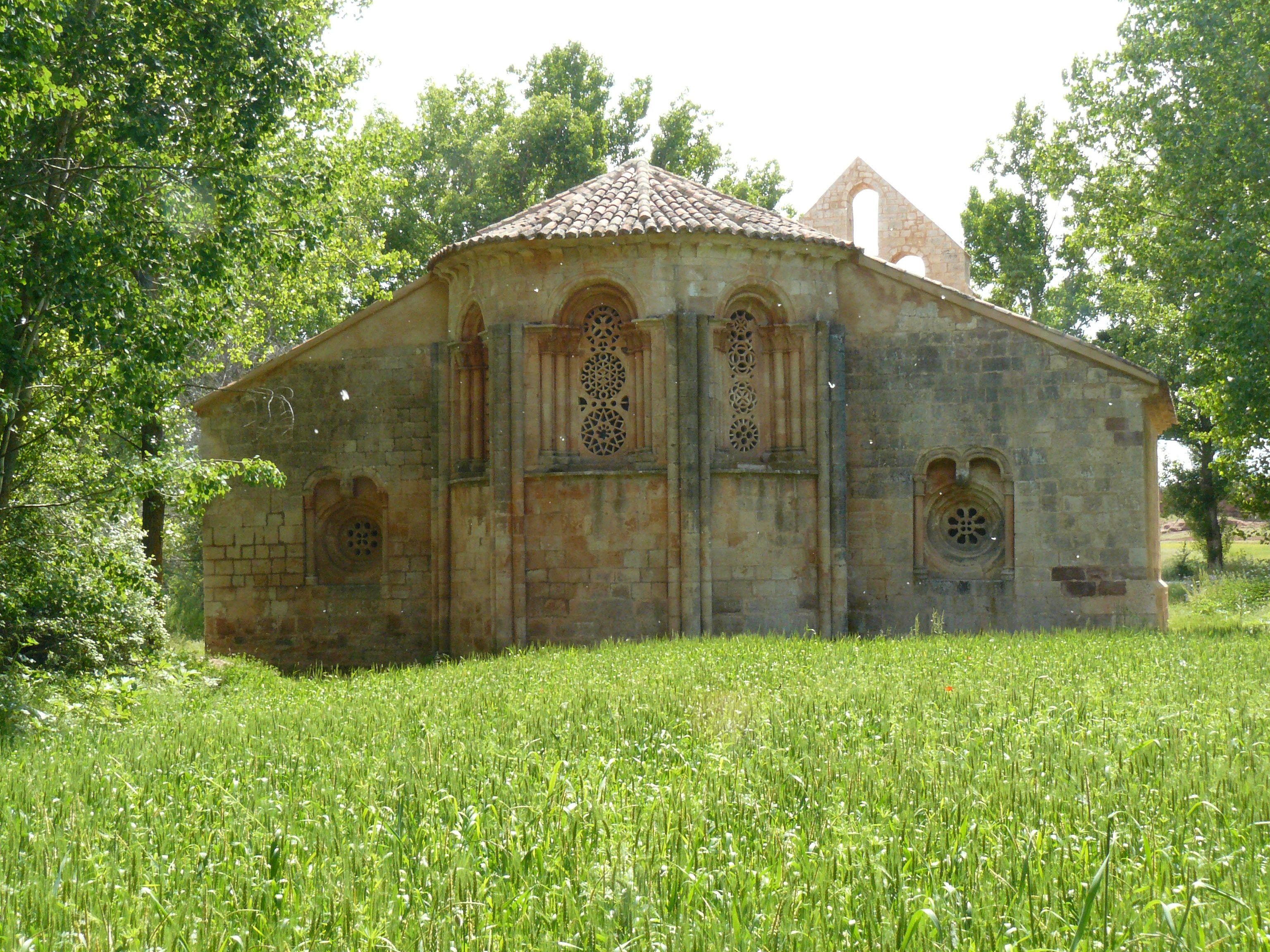
Ermita de Santa Coloma de Albendiego.

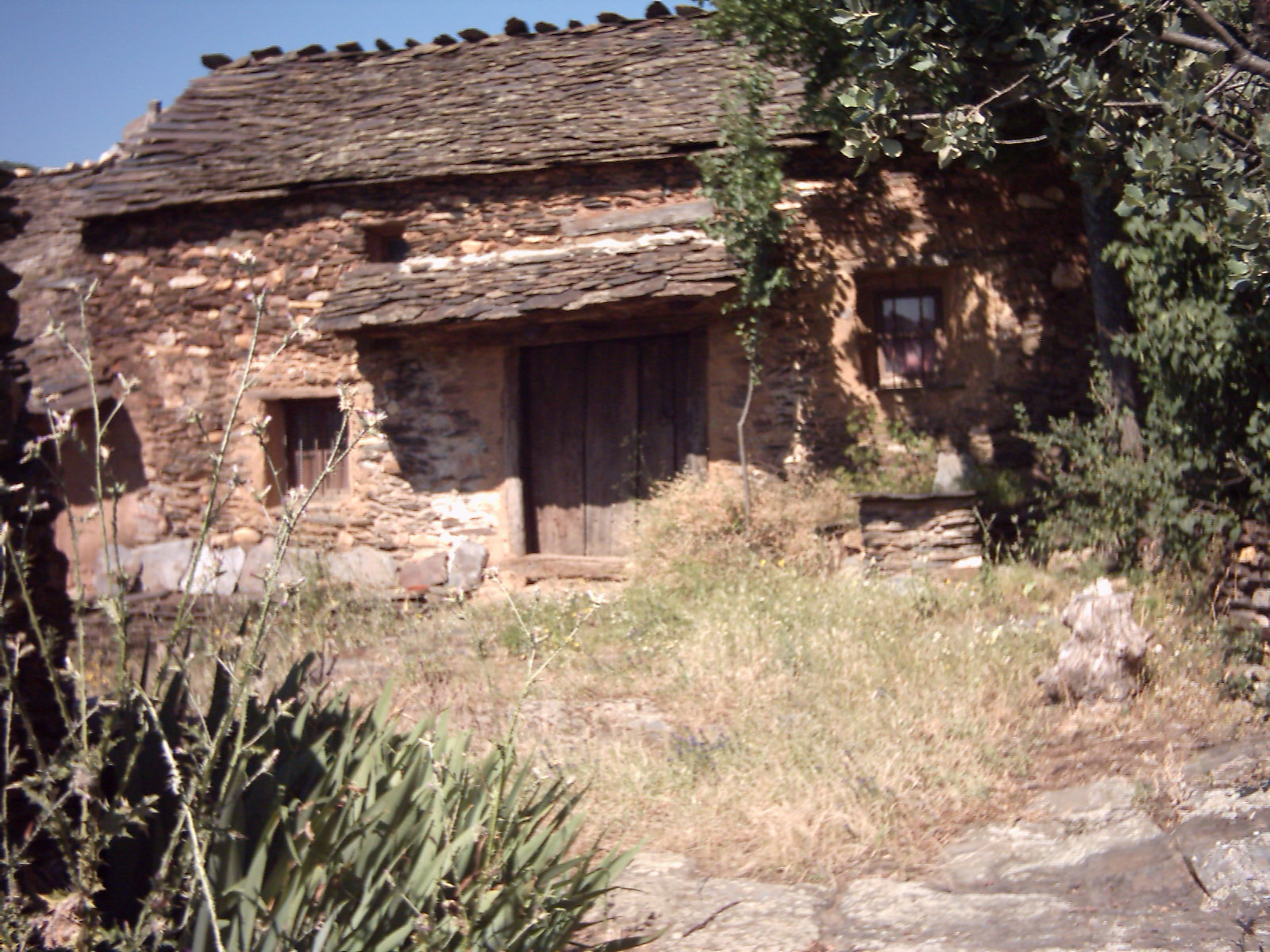
Casa de la arquitectura negra en La Vereda (Campillo de Ranas).

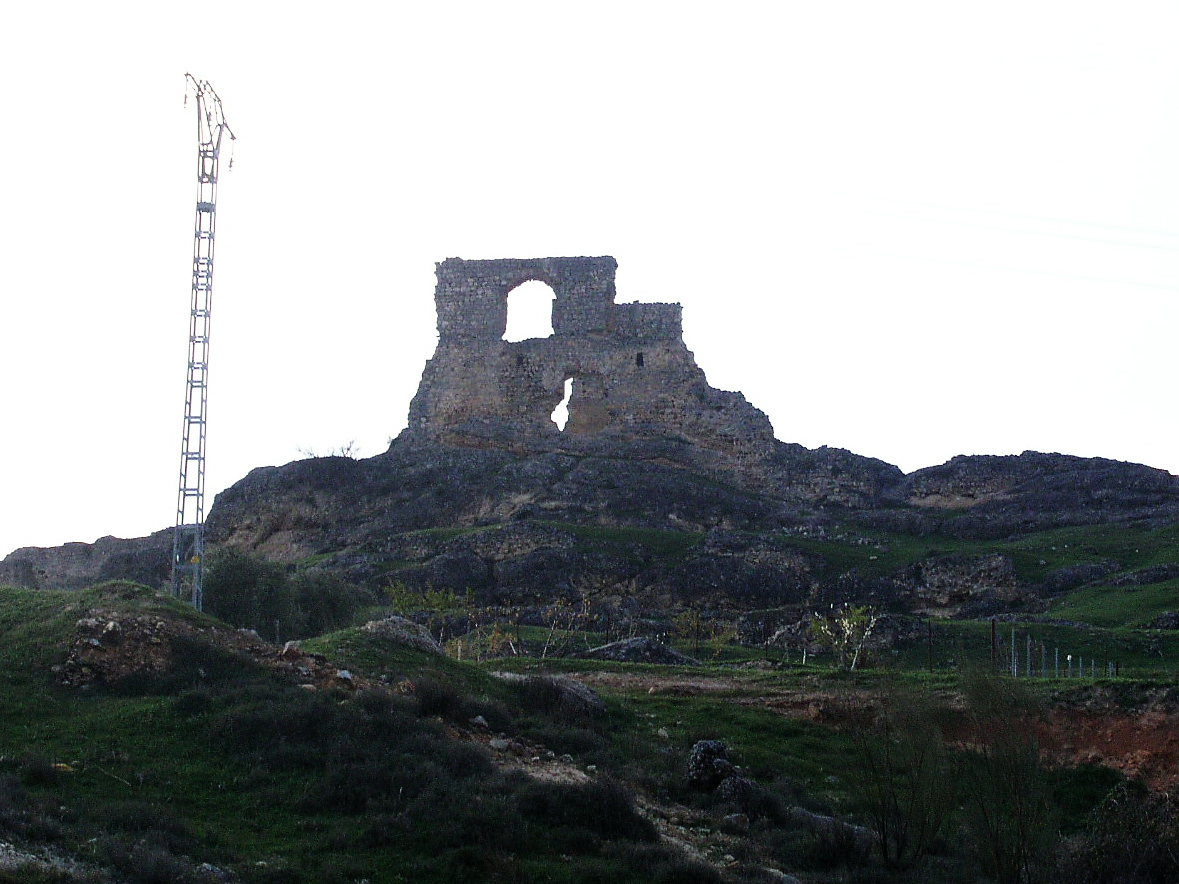
Castillo de Beleña de Sorbe.

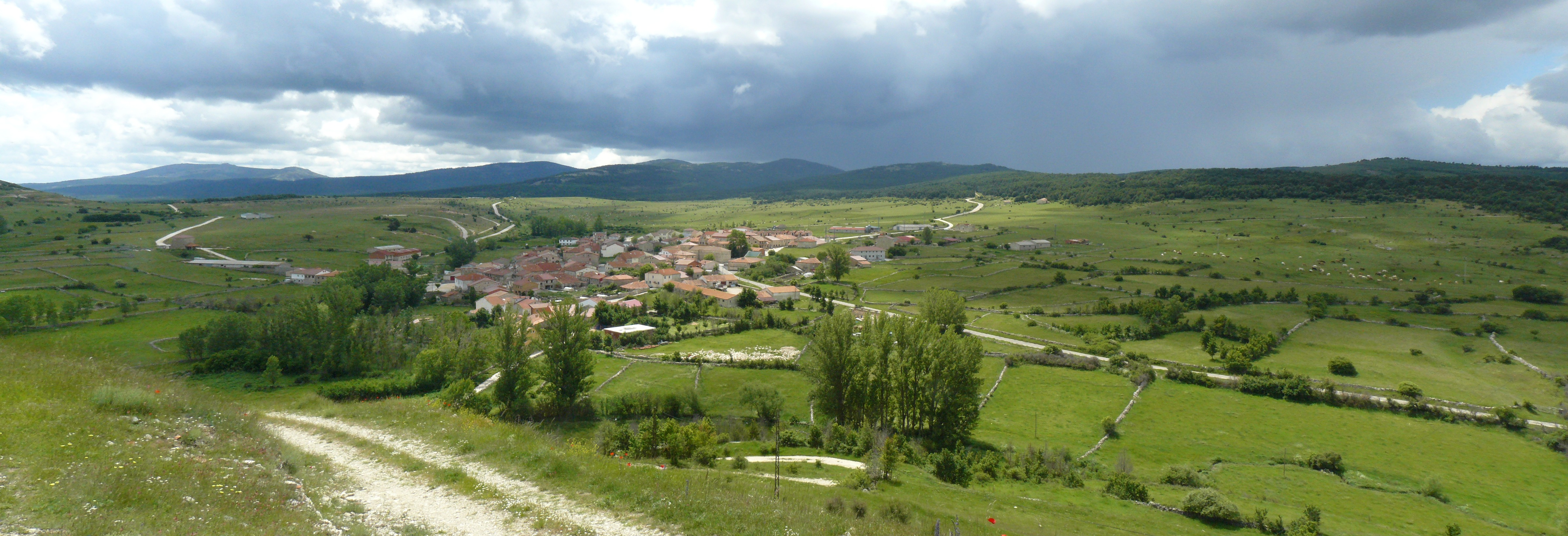
Galve de Sorbe entre las sierras de Ayllón y de Pela.

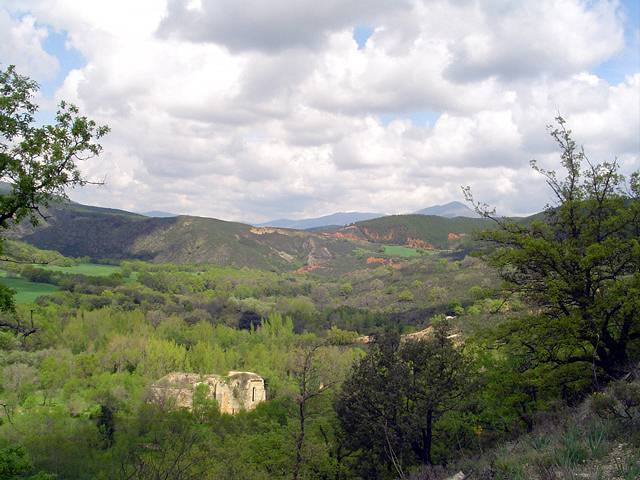
Monasterio de Bonaval de Retiendas en el valle del Jarama.

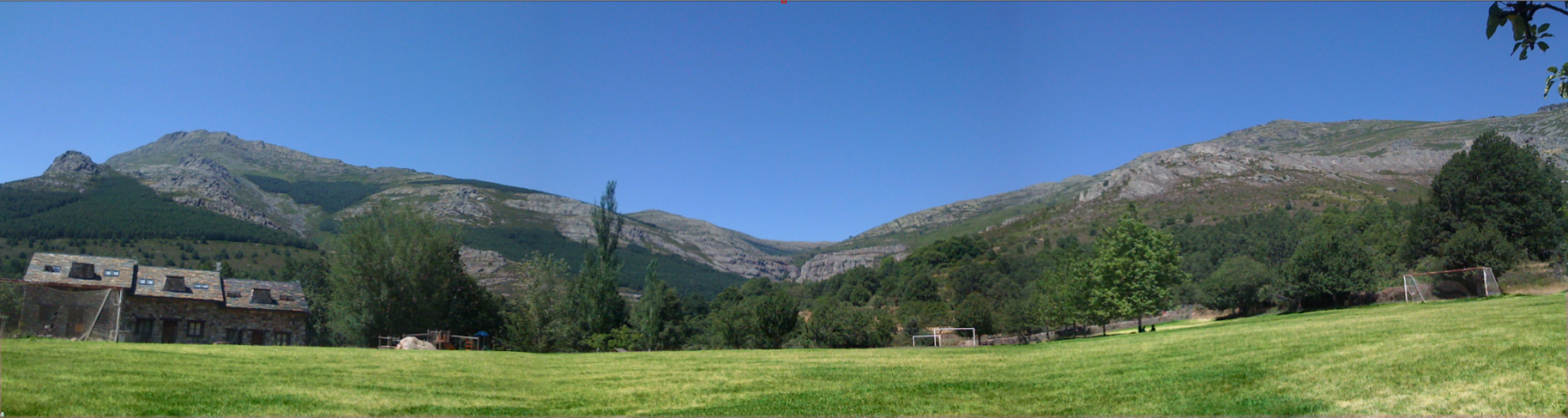
Valverde de los Arroyos en las faldas del pico Ocejón.

El conjunto de los municipios afectados por el parque natural supone una población cercana a los 4000 habitantes según el censo de población de 2009, que se reparte de un modo heterogéneo. Si bien, la característica esencial del territorio es el escaso tamaño de sus núcleos habitados. De hecho, entre los municipios que forman parte de la zona de estudio, sólo Cogolludo supera los 500 habitantes. El resto de municipios tiene poblaciones por debajo de los 225 habitantes, y de estos municipios, 23 tienen poblaciones inferiores a los 100 habitantes. Exceptuando los despoblados, los núcleos menos poblados son las pedanías de El Cardoso de la Sierra: Bocígano, Peñalba, Cabida, Corralejo y Colmenar.
En los últimos años, en torno a la mitad de los municipios de la zona han crecido a nivel poblacional, lo que ha provocado un ligero incremento demográfico. Este crecimiento ha supuesto un incremento de un 1% de la población para el período 2002-2009, lo que supone una estabilización respecto al despoblamiento que se llevaba produciendo desde principios del siglo XX en la zona. Aun así, en varios municipios de la sierra norte de Guadalajara se mantiene una tendencia a la pérdida de población.
En cuanto a la distribución por sexos y edades, se aprecia un mayor peso del grupo de varones (53%). La distribución por edades pone de manifiesto un fuerte envejecimiento y una débil natalidad, ya que el mayor tamaño corresponde al grupo de edades superiores a 64 años (40% del total) frente al 6,5% de población menor de 14 años. El reflejo de esta situación es un claro envejecimiento de la población al que se une el que la población juvenil tiene cada vez menos peso, siguiendo una evolución descendente pronunciada. La población juvenil es insuficiente para mantener o reemplazar en el futuro a la población senil. Esta dinámica poblacional tiene importantes consecuencias sociológicas y genera demandas sociales específicas.
En la Sierra Norte la tasa de desempleo se mantiene baja, éste es un hecho que viene motivado más que en la creación de puestos de trabajo, en la huida del capital humano a otras zonas de mayor actividad económica.
Esta situación de partida ha requerido que en la formulación del parque natural, y sobre todo en la definición de las actuaciones de fomento de su Zona de Influencia Socioeconómica, se atienda a recuperar la población, mejorando las condiciones de vida y favoreciendo una dinámica de actividades e inversiones vinculadas a la conservación del medio natural que favorezcan el reasentamiento de la población en el medio rural, la generación de nuevas oportunidades y de creación de empleo.

### Recursos culturales
Lo más destacable en cuanto a patrimonio cultural en la zona de la sierra norte de Guadalajara es la arquitectura negra. Lo más característico de este estilo arquitectónico son las cubiertas de las casas, muros, pavimentos y cercas que fueron construidos con lajas de pizarra extraídas del entorno natural. Este conjunto, incluso en la actualidad, destaca por su uniformidad cromática y por su estética. Existen ejemplos de arquitectura negra principalmente en pueblos del entorno del pico Ocejón como La Vereda, Matallana, Valverde de los Arroyos, Umbralejo, Campillo de Ranas, Campillejo, El Espinar o Majaelrayo, entre otros.

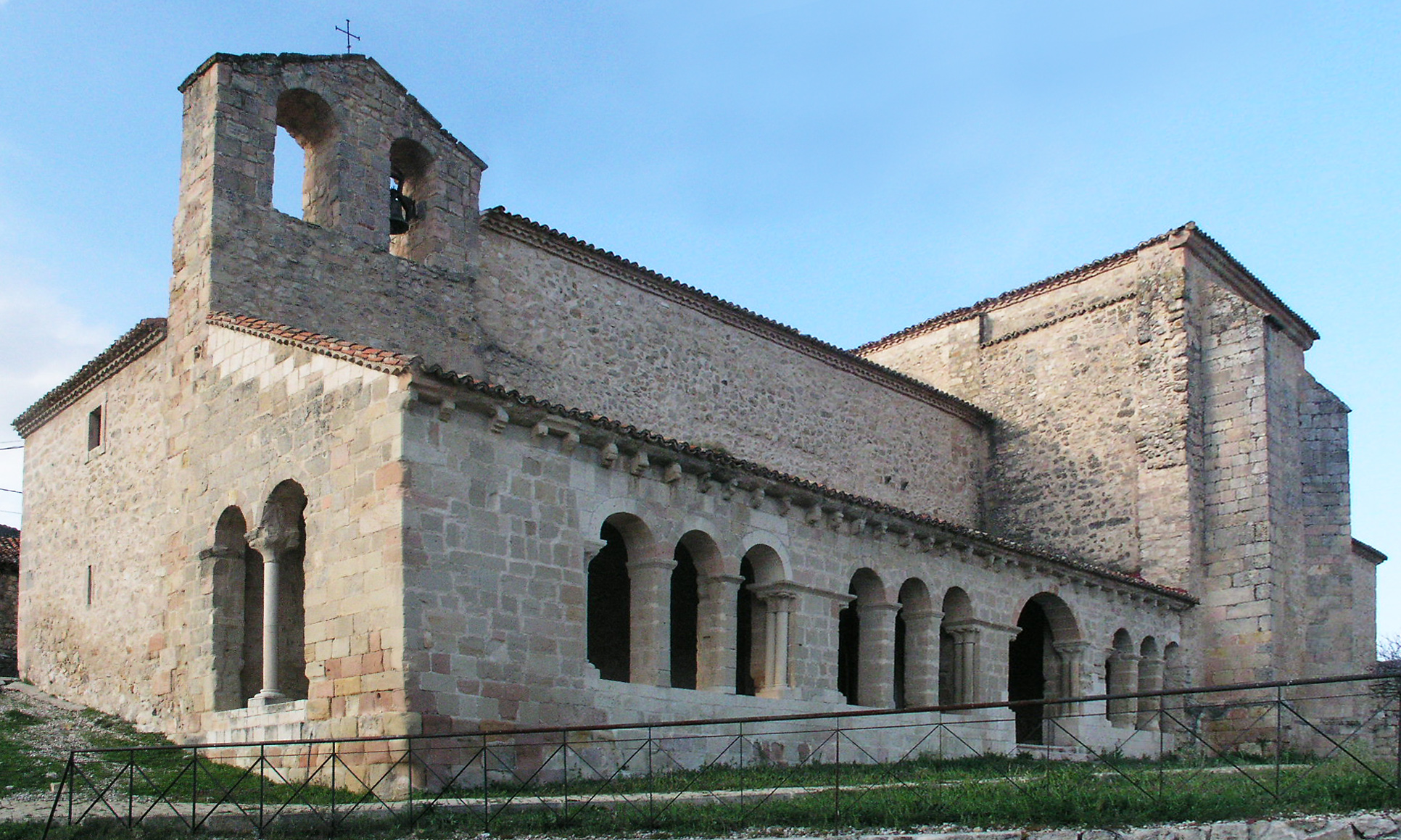
La arquitectura es otro de los atractivos culturales en los pueblos situados en el perímetro del parque. En la imagen, la iglesia románica de Beleña de Sorbe.

A los llamados pueblos negros se les puede añadir un segundo tipo de construcciones denominado arquitectura dorada y que se diferencia de los anteriores en el uso de cuarcitas y gneis para los muros y lajas de gneis para las cubiertas. De hecho, en casi todos los pueblos se conservan las ruinas de las tejeras.
También cabe destacar la presencia de otros monumentos arquitectónicos como iglesias románicas (en Beleña de Sorbe o Tamajón), el monasterio de Bonaval de Retiendas, castillos (Galve de Sorbe o Beleña de Sorbe), etc.
Son importantes en la sierra norte de Guadalajara las tradiciones y fiestas declaradas de interés cultural, como las danzas de la Octava del Corpus de Valverde de los Arroyos o las botargas y mascaritas de Almiruete.
Las antiguas explotaciones mineras de plata existentes en Hiendelaencina y Zarzuela de Jadraque constituyen en la actualidad un patrimonio cultural e industrial importante.

### Economía
La sociedad de la Sierra Norte de Guadalajara es eminentemente agraria y ganadera, correspondiéndole a este sector los valores de representación más elevados. En líneas generales, los tres sectores económicos restantes tienen una importancia mucho menor, si bien el sector servicios se está viendo impulsado por el auge de la actividad turística en la zona. El turismo rural es un sector destacado en poblaciones como Tamajón, Valverde de los Arroyos o Campillo de Ranas. En cuanto a población activa, existe un predominio del sector servicios compartido con el sector agrario, siendo menos importante el sector industrial y la construcción.

#### Agricultura
En los municipios de la Sierra Norte de Guadalajara se dedican un total de 41 928 ha. a la actividad agrícola. Esta superficie se reparte entre distintos tipos de formaciones, destacando la amplia superficie dedicada a pastos (37 615 ha ocupadas, o bien, por prados naturales o por pastizales). Los cultivos mayoritarios son los cereales de grano, que supone el 91% de las tierras dedicadas a cultivos herbáceos. En el caso de los cultivos leñosos, la variedad es mucho menor: el olivo, destinado a la producción de aceite, es la única especie con suficiente representatividad (427 ha). Dentro de las líneas de ayudas de la Política Agrícola Común de la UE, el 99% corresponden a cultivos de secano.

#### Ganadería

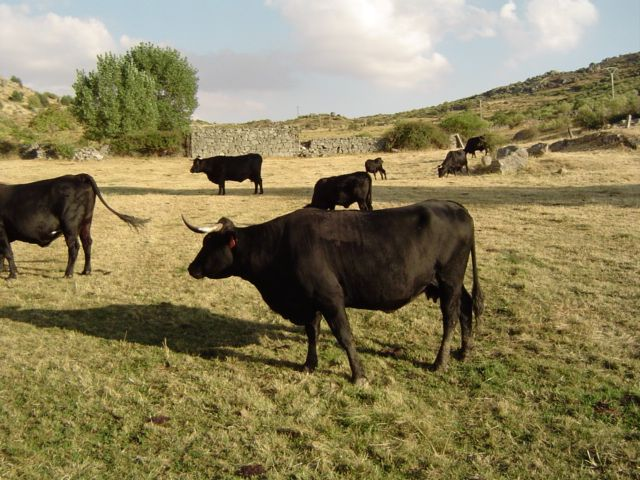
Las explotaciones de vacuno son notables en algunas zonas del parque natural, tanto para la producción de carne como de leche.

Casi un tercio de las unidades ganaderas de ganado vacuno de la provincia de Guadalajara se concentra en la Sierra Norte, la cuarta parte del caprino, la décima parte del equino y una parte significativa del ovino.
Las explotaciones de ganado ovino-caprino son las más extendidas por la Sierra Norte, especialmente las de ovino. Las ovejas de la zona se destinan íntegramente a la producción de carne. Las mayores representaciones de esta cabaña ganadera se sitúan en El Cardoso de la Sierra y en Cantalojas.
Las explotaciones de vacuno de cebo se concentran en los municipios de Arbancón, Campillo de Ranas, Cantalojas, El Cardoso de la Sierra, Condemios de Abajo, Galve de Sorbe y Tamajón. Las explotaciones de vacuno de carne superan con amplio margen a las de producción lechera; la mayoría de ellas se concentran en las localidades de Cantalojas y El Cardoso de la Sierra.
En cuanto a las primas ganaderas, igual que sucede a nivel provincial, en la Sierra Norte el mayor número de subvenciones ganaderas otorgadas corresponde a la cabaña ovina/caprina. A continuación le siguen las subvenciones concedidas a los ganaderos dedicados al ganado vacuno, especialmente vacas nodrizas, aunque también de carne. Más del 58% de las primas para las vacas nodrizas de la provincia de Guadalajara corresponden a la Sierra Norte.

#### Caza y pesca

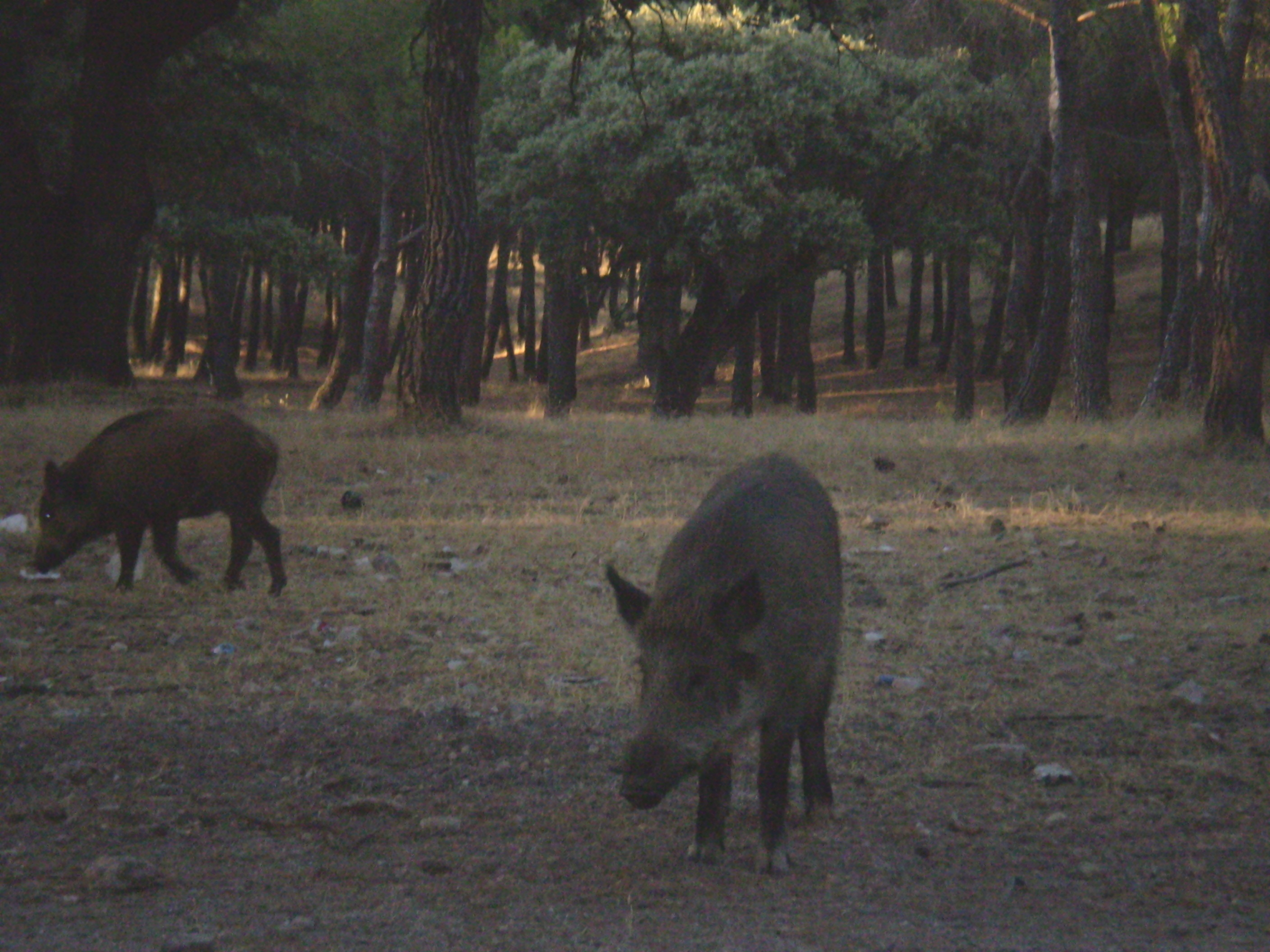
El jabalí es uno de los sustentos de la caza mayor en la Reserva de Caza de Sonsaz.

La caza del jabalí y del corzo son las actividades cinegéticas más extendidas en la zona de estudio. En cuanto a la caza menor, las especies con mayor número de capturas al año son la perdiz, el conejo, la tórtola, la paloma torcaz y el zorzal común. La zona comprende un total de 32 cotos privados de caza. En la mayoría de ellos el aprovechamiento principal es la caza mayor, que se compatibiliza con la menor como aprovechamiento secundario. En la zona de estudio están representados tres terrenos públicos de caza: 
- Zonas de caza controlada de Las Vertientes de Valdesotos.
- Los embalses de El Vado, Beleña y Alcorlo
- La Reserva de Caza de Sonsaz.

En relación con la Reserva de Caza de Sonsaz, uno de los objetivos del Plan de Ordenación de los Recursos Naturales es plantear allí un régimen cinegético alternativo. Su territorio abarca 57 185 ha, en los términos de El Cardoso de la Sierra, Majaelrayo, Cantalojas, Galve de Sorbe, Valverde de los Arroyos, Tamajón, Campillo de Ranas, Tortuero y Valdepeñas de la Sierra. Esta desafectación se justifica en que ya se han cumplido los objetivos previstos en su declaración, como la recuperación de poblaciones de corzo, y en la existencia de figuras alternativas que pueden garantizar una oferta de caza social.
En cuanto a la pesca, existen vedados de pesca en los términos municipales de El Cardoso de la Sierra, Majaelrayo, Valdesotos y Tortuero, coto de pesca especial en El Cardoso de la Sierra, nueve tramos de pesca sin muerte en El Cardoso de la Sierra, La Hiruela, Cantalojas, Valdepinillos, Valverde de los Arroyos, Campillo de Ranas, Gascueña de Bornova y Villares de Jadraque y un refugio de pesca del río Pelagallinas.

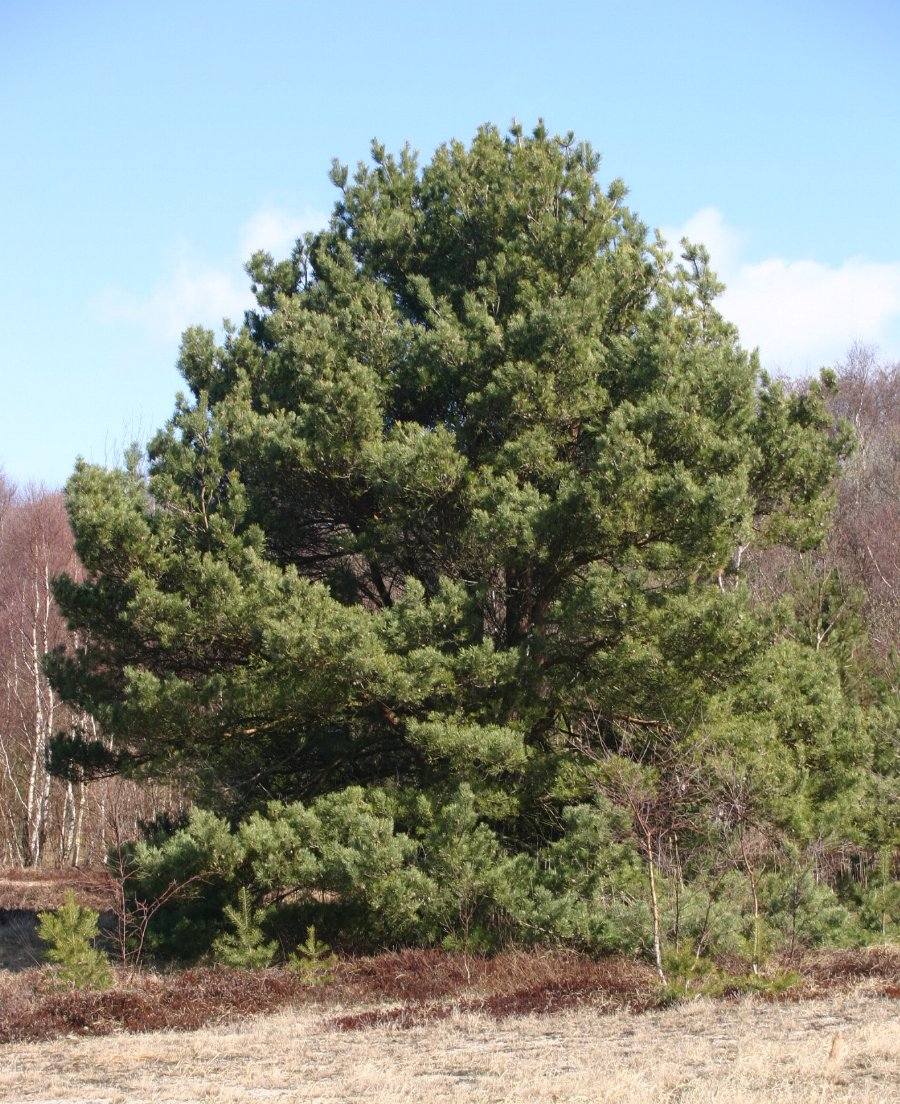
El pino silvestre es aprovechado para la explotación maderera.

Por otro lado, prácticamente la totalidad del territorio del parque natural alberga cursos y masas de agua que tienen la consideración de aguas trucheras: el río Jarama, desde su nacimiento hasta el puente de la carretera GU-123 y todos su afluentes; el río Sorbe, sobre todo su curso y afluentes, y el río Bornova, desde su nacimiento hasta el embalse de Alcorlo y todas las aguas que afluyen a este tramo.

#### Aprovechamientos forestales
En la Sierra Norte de Guadalajara la superficie forestal es mayor que la dedicada a actividades agrarias. La superficie de terreno forestal es de 117 155 ha (93%), de las que 55 793 ha son arboladas (45%), mientras que la superficie restante se reparte entre matorral y pastizal, con un claro predominio de este último. En cuanto a la distribución de especies, la mayor parte de la superficie de monte maderable está cubierta de coníferas, generalmente el pino silvestre, mientras que las frondosas predominantes son el rebollo y la encina. El monte leñoso es exclusivamente de frondosas, casi todas del género Quercus. En los matorrales se observa el predominio del jaral, cuyo origen ha de buscarse en las repetidas quemas realizadas para despejar el terreno para pastos, que luego fueron abandonados.
El 56% de la superficie es de propiedad particular. No obstante, en el área forestal productiva monte alto y repoblaciones la propiedad pública es mayoritaria.

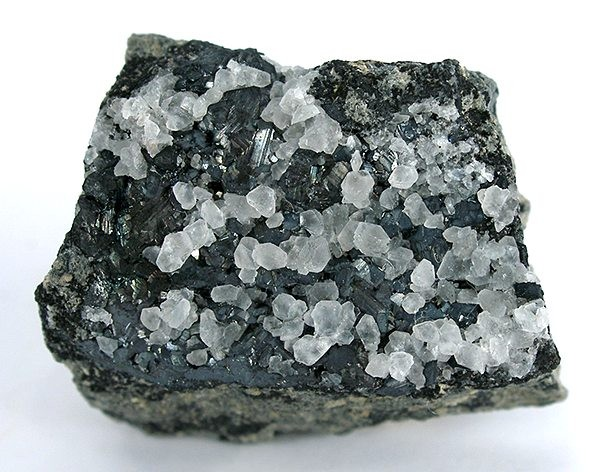
La plata fue el sustento económico de Hiendelaencina.

#### Minería
Existen varias explotaciones mineras dentro del parque natural, de las que algunas se encuentran activas: arenas y gravas en Atienza y en Valdepeñas de la Sierra, caliza (áridos) en Cogolludo y Retiendas, yeso en Aleas, cuarzo en La Miñosa, andesitas en Atienza y La Miñosa y pizarra en Campillo de Ranas y Tamajón. Actualmente se está estudiando la viabilidad económica de la explotación de plata y cuarzo en Hiendelaencina, que ya fue el recurso económico principal del municipio hasta principios del siglo XX.

#### Turismo

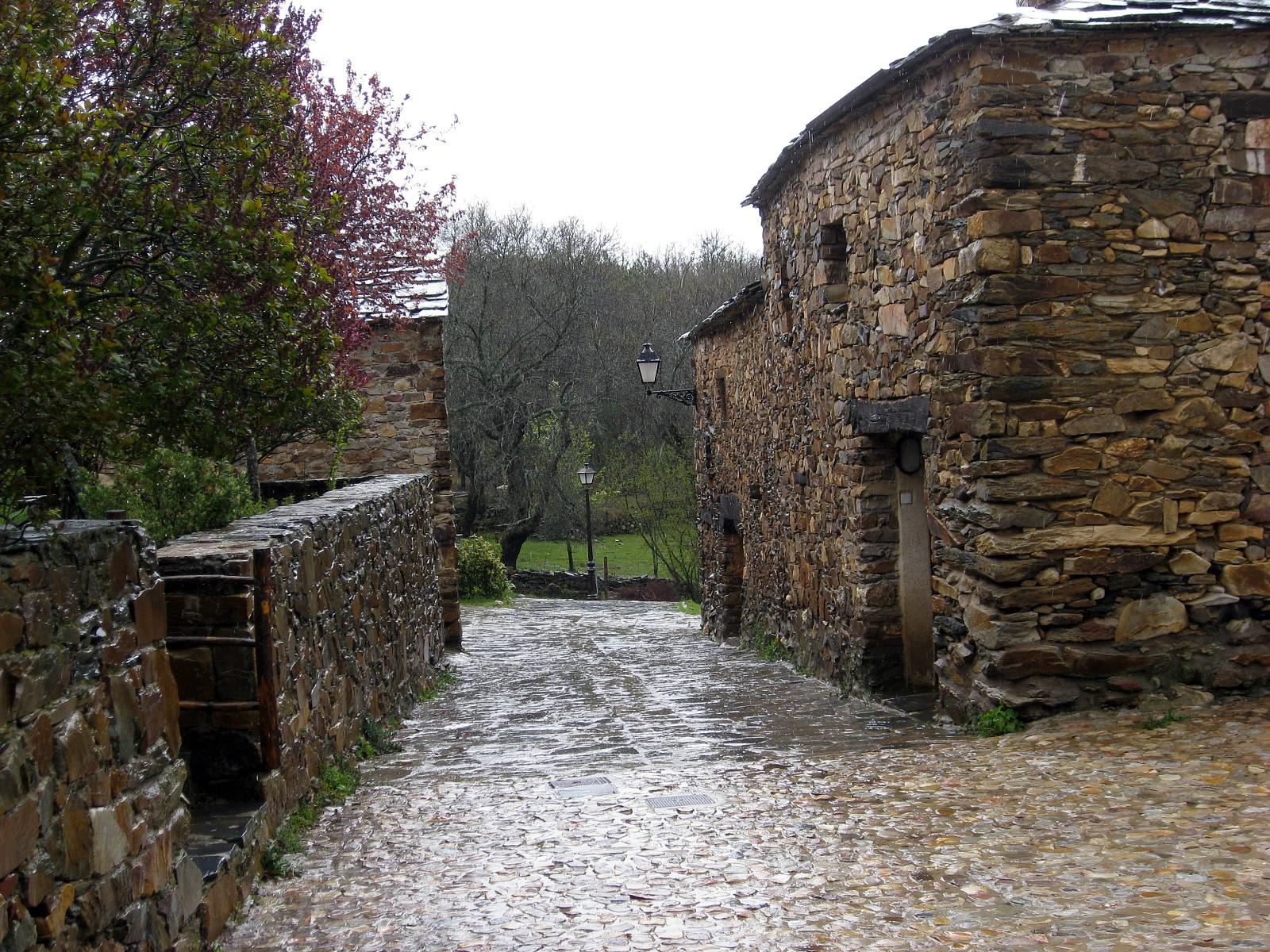
La arquitectura negra es uno de los principales reclamos turísticos de la sierra norte de Guadalajara. En la imagen, una calle y edificaciones en Umbralejo.

La actividad turística se ha convertido en la zona en una alternativa de generación de actividad económica y empleo, de forma que el número de visitantes a la misma se ha ido incrementando año a año, concentrándose en el período estival y en los fines de semana de todo el año.
Los establecimientos comerciales dedicados al alojamiento van progresivamente en aumento. Cabe destacar la proliferación de casas rurales y la importante contribución del alojamiento privado en volumen de turistas e ingresos. También existe un número creciente de empresas de turismo activo, la mayoría procedentes de la Comunidad de Madrid.
La potencialidad de la Sierra Norte de Guadalajara para el turismo es muy elevada, sobre todo teniendo en cuenta la posibilidad de aprovechar los recursos paisajísticos y naturales como reclamo, así como su cercanía a Madrid y al Corredor del Henares. Además, una actividad turística racional y respetuosa con el medio contribuye al asentamiento de nueva población y a la diversificación económica de esta zona, predominantemente agraria. También tiene un efecto muy positivo sobre la rehabilitación del patrimonio sociocultural y popular, que en la
Sierra Norte de Guadalajara es especialmente destacado y valioso, sobre todo en los lugares donde se desarrolla la arquitectura negra.

### Comunicaciones
Las principales vías de comunicación son:
- La CM-1001, desde la intersección con la carretera CM-1002 en El Cubillo de Uceda a la intersección con la carretera CM-110 en Atienza.
- La CM-1004, desde la intersección con la carretera CM-101 en Humanes hasta Tamajón.
- La CM-1005, desde la intersección con la CM-110 en Tordelloso al límite provincial de Soria por Miedes de Atienza.
- La CM-1006, desde la intersección con la CM-1001 en Veguillas hasta la intersección con la CM-110 en Villacadima por Galve de Sorbe.
- La CM-110, desde la A-2 en Alcolea del Pinar hasta el límite con la provincia de Segovia por Villacadima, pasando por Sigüenza y Atienza.

Además, el parque está recorrido por distintas carreteras de montaña que comunican los pueblos entre sí, entre las que destacan:
- La GU-143, entre Tamajón y la CM-1001 por Cogolludo.
- La GU-147, que une la GU-213 por los Condemios con la CM-1001 por Hiendelaencina, pasando por el Alto Rey.
- La GU-151, que une los pueblos del Alto Rey con la CM-1006 por Arroyo de las Fraguas.
- La GU-186, que atraviesa de sur a norte el parque natural entre Tamajón y el puerto de la Quesera, pasando por Campillo de Ranas y Majaelrayo.
- La GU-187, que une los pueblos del municipio de El Cardoso de la Sierra con la Comunidad de Madrid por La Hiruela.
- La GU-194, que une la GU-186 por Campillo de Ranas con el municipio de El Cardoso de la Sierra.
- La GU-211, entre Tamajón y la CM-1006 por Valverde de los Arroyos y Umbralejo.
- La GU-213, entre la CM-1006 por Galve de Sorbe y la CM-101, pasando por los Condemios.

Junto a ellos aparecen grandes pistas forestales, como la que une Majaelrayo con Cantalojas y el hayedo de Tejera Negra.